# Historia budowy Rataj w Poznaniu
Historia budowy Nowej Dzielnicy Mieszkaniowej »Rataje«. Plany rozbudowy prawobrzeżnego Poznania powstały w latach 1945–1947. Na początku lat 50. XX wieku rozpisano konkurs na opracowanie projektów urbanistycznych tej części miasta. Prace zostały jednak przerwane z powodu pierwszeństwa innych projektów. Do zaniechanych koncepcji powrócono w latach 1958–1961. W 1962 został uchwalony „Plan ogólny zagospodarowania przestrzennego Poznania do roku 1980”, który przewidywał zabudowanie miasta na terenach Rataj i Winograd. Teren nowej dzielnicy ograniczony był Wartą (od zachodu), torami kolejowymi (od wschodu i południa) i jeziorem Malta (od północy). Historycznie istniały tam osady: Chartowo, Franowo, Rataje, Starołęka, Żegrze. Budowę rozpoczęto w 1966.

## Założenie

Koncepcja budowy dzielnicy Rataje (Pawuła, Piwowarczyk, Schmidt)

Plany rozbudowy prawobrzeżnego Poznania powstały w latach 1945–1947. Na początku lat 50. XX wieku rozpisano konkurs na opracowanie projektów urbanistycznych tej części miasta. Prace zostały jednak przerwane z powodu pierwszeństwa innych projektów (m.in. odbudowa ze zniszczeń wojennych Śródmieścia) i w związku z tym ograniczenia funduszy na nowe osiedla, a także brakiem uzbrojenia terenów budowlanych. Zamierzenie budowlane Nowej Dzielnicy Mieszkaniowej „Rataje” można porównać z budową Gdyni, Nowej Huty lub Nowych Tychów.
Do zaniechanych koncepcji, w myśl których Rataje miały się stać sypialnią dla robotników „Stomila” i Poznańskiej Fabryki Maszyn Żniwnych, powrócono w latach 1958–1961. Plan ogólny „Rataj” opracował zespół Regina Pawuła, Zdzisław Piwowarczyk, Jerzy Schmidt w 1960. 2 maja 1962 w Poznańskim Przedsiębiorstwie Projektowania Budownictwa Miejskiego „Miastoprojekt” utworzono pracownię zajmującą się budową nowej dzielnicy Rataje (pracownia „Rataje”). Kierownikiem pracowni został Jan Wellenger, wraz z nim zespół projektowy tworzyli Jerzy Schmidt i Józef Gorzalski (główni autorzy planu ogólnego nie zostali zaangażowani do tego projektu).
Na początku lat 80. XX wieku podczas budowy Górnego Tarasu-Południe prace projektowe wykonywała także Spółdzielnia Projektowania i Usług Inwestycyjnych „Inwestprojekt”.

### Plan ogólny

Plan ogólny Rataj

"Plan ogólny zagospodarowania przestrzennego Poznania do roku 1980” przewidywał zabudowanie miasta na terenach Rataj i Winograd. Założenia planu wymagały sporządzenia dokumentacji projektowej:
- planu ogólnego dzielnicy w skali 1:5000
- planów szczegółowych w skali 1:2000
- planów koncepcyjnych w skali 1:1000
- planów realizacyjnych w skali 1:500

Plan ogólny opracował zespół Regina Pawuła, Zdzisław Piwowarczyk, Jerzy Schmidt. Został on zatwierdzony 26 października 1961 Uchwałą Prezydium Rady Narodowej. Planowana była budowa 27 osiedli mieszkaniowych (jednostek), każde po 4 700 mieszkańców. Kilka (cztery, ok. 15-20 tys. mieszkańców) jednostek sąsiedzkich stanowić miało zespół jednostek sąsiedzkich – zjednoczonych przestrzennie i poprzez wspólne urzędy, instytucje kultury, handlowe, polityczne, itp. Wielkość zespołu jednostek sąsiedzkich szacowano według średniego dystansu dojścia pieszego (ok. 500 m). Planowano uzyskać 7000 m² powierzchni mieszkaniowej z 1 ha. Pierwotnie liczba mieszkańców Rataj miała wynosić 105 000 (z rezerwą – możliwością rozbudowy do 120 000).
W 1970 Towarzystwo Urbanistów Polskich rozpisało konkurs na zagospodarowanie Górnego Tarasu Rataj – terenu o powierzchni 346 ha. Nie przyznano I nagrody. II nagrodę otrzymał zespół: T. Gałecki, L. Wejchert, K. Wejchert, M. Kaczmarek.

#### Charakterystyka terenu
Teren nowej dzielnicy ograniczony był Wartą (od zachodu), torami kolejowymi (od wschodu i południa) i jeziorem Malta (od północy). Historycznie istniały tam osady: Chartowo, Franowo, Rataje, Starołęka, Żegrze. Tereny te użytkowane były rolniczo, co utrudniałoby ewentualną zabudowę.
Całość podzielona jest naturalnie na dwa tarasy: dolny (przy rzece) i górny (ok. 1,5 km od rzeki). Różnica poziomów między lustrem Warty a pierwszym tarasem wynosi ok. 13, a między dolnym a górnym tarasem – 15 m.

#### Komunikacja
Planowane były główne arterie komunikacyjne w obrębie nowej dzielnicy: Aleja Hetmańska, ul. Zamenhofa, ul. Starołęcka, ul. Walecka, ul. Obotrycka. Połączenie z lewobrzeżnym Poznaniem zapewniały most Marchlewskiego i most Rocha. Trzecia przeprawa miała zostać wybudowana w ciągu ulicy Hetmańskiej.

### Plany szczegółowe

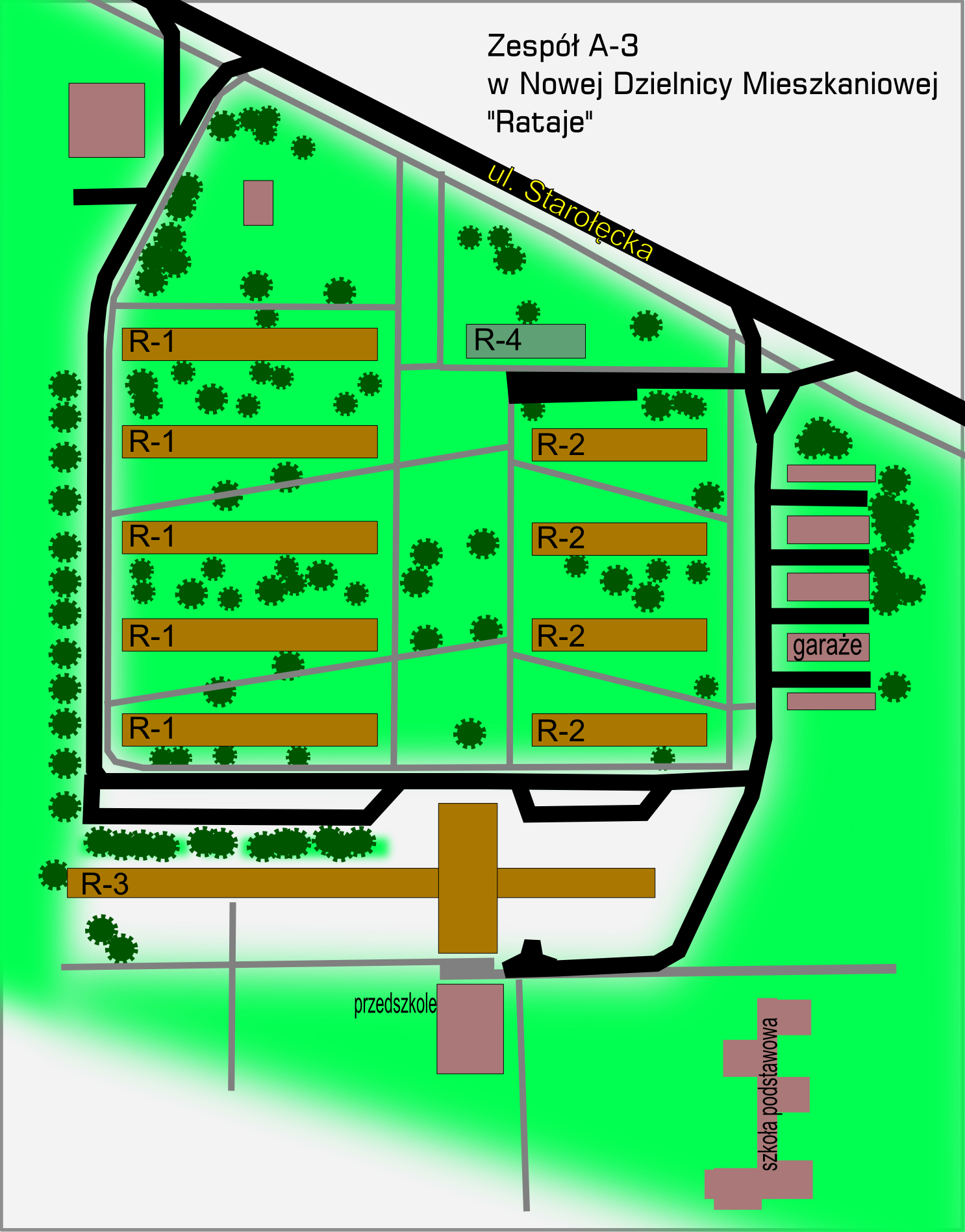
Plan szczegółowy jednostki A-3

Zlecono pracowni „Miastoprojekt” opracowanie planów szczegółowych nowych osiedli dolnego tarasu Rataj. Pracownia opracowała 3 takie projekty, jeden projekt opracowała także Dyrekcja Budowy Osiedli Robotniczych. Te 4 projekty przedłożono Wydziałowi Budownictwa Urbanistyki i Architektury. Główny architekt miasta zalecił z dniem 16 marca 1962 kontynuowanie prac według koncepcji Miejskiej Pracowni Urbanistycznej. Do 5 lipca 1963 pracownia „Rataje” opracowała pierwszą fazę planu szczegółowego dolnego tarasu i projekt koncepcyjny osiedla o roboczej nazwie A. Pracownia przy projektowaniu bloków kierowała się doświadczeniami zdobytymi przy budowie osiedli z wielkiej płyty na Grunwaldzie (os. Świerczewskiego).
Ostatecznie plan szczegółowy Dolnego Tarasu został przyjęty na posiedzeniu w Domu Technika 28 sierpnia 1963; władze miejskie zatwierdziły go 8 października 1963.
Według planów podział terenu 504 481 ha dolnego tarasu Rataj miał wyglądać następująco:
- osiedla mieszkaniowe: 23,2% (125 396 ha)
- usługi: 16,7% (90 452 ha)
- parki i ogrody: 38,6% (280 270 ha)
- komunikacja: 15,2% (82 175 ha)
- sport: 6,3% (34 188 ha)

Podstawę zabudowy miały stanowić budynki 5-kondygnacyjne, a przy granicach osiedla budynki wyższe. Planowane były osiedla A, B, C, przy czym osiedle B było osiedlem rezerwowym (dla Politechniki Poznańskiej). Oszacowano liczby mieszkańców, które potem powielono w planach koncepcyjnych. Nad jeziorem Malta zaplanowano klin zieleni z Ogrodem Zoologicznym.
Plan szczegółowy Górnego Tarasu Prezydium Rady Narodowej zatwierdziło 19 marca 1971, a uszczegółowiono go w 1977 przy planowaniu budowy osiedli na Żegrzu. Górny Taras podzielono na 9 jednostek, każda po ok. 9000 mieszkańców. Chłonność terenu miała wynosić 64 000 osób.

### Plany koncepcyjne
Prace nad planami koncepcyjnymi osiedla A zakończono 10 listopada 1965. Projekt wstępny zespołów C-3 i C-4 Prezydium Rady Miasta zatwierdziło 27 maja 1967.

#### Dolny Taras
| A (os. Piastowskie) |
| --- |

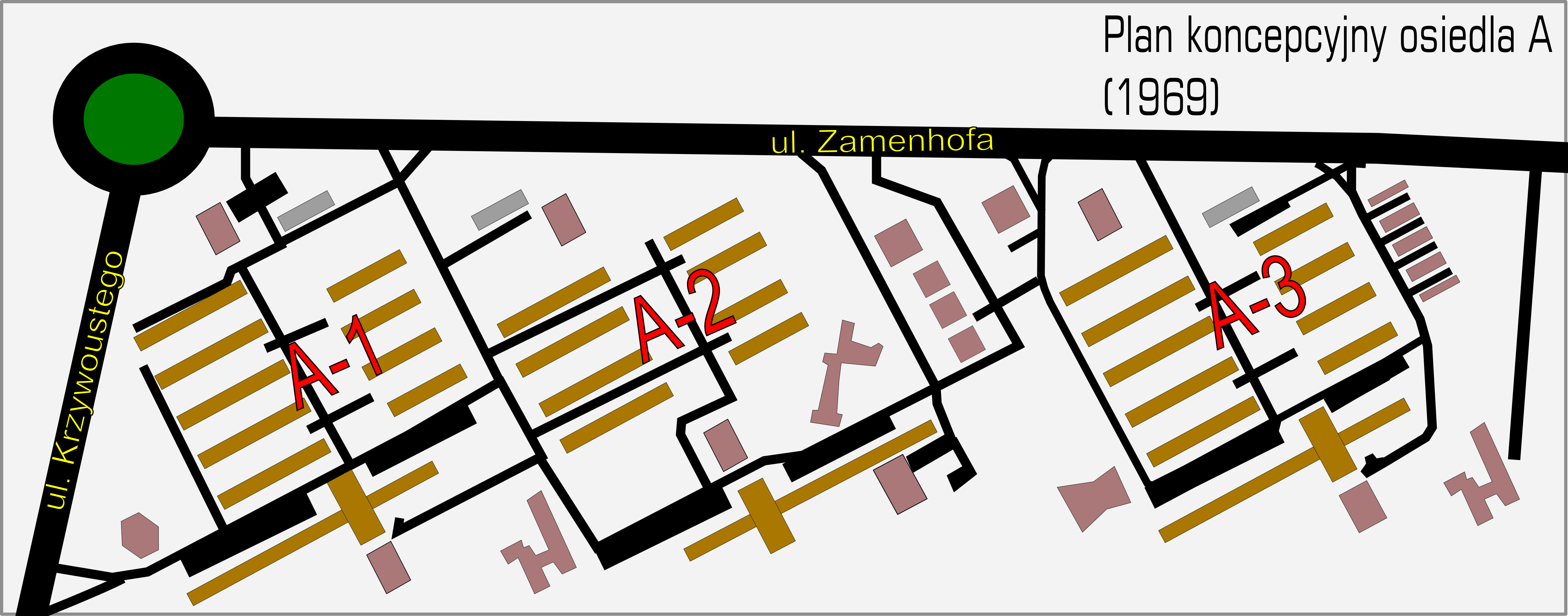
Plan koncepcyjny zespołów A-1, A-2 i A-3

| - 3 zespoły mieszkaniowe: A-1, A-2, A-3 - liczba mieszkańców: 17 000 - liczba mieszkań: 4 980 - M-1: 66 - M-2: 360 - M-3: 2 514 - M-4: 1 800 - M-5: 240 - liczba izb mieszkalnych: ok. 13 250 - powierzchnia terenu: 99 ha - powierzchnia zabudowy: 32,50 ha - koszt szacunkowy (1966): 700 mln zł - liczba budynków: 32 - 5-kondygnacyjnych: 26 - 11-kondygnacyjnych: 3 - 16-kondygnacyjnych: 3 |

#### Górny Taras
| A (os. Tysiąclecia) | B (os. Rusa) | C (os. Czecha) | D (os. Lecha) |
| --- | --- | --- | --- |
| - liczba mieszkańców: 5 004 - liczba mieszkań: 1 366 - liczba izb mieszkalnych: 4 823 - liczba budynków: 10 - 5-kondygnacyjnych: 6 - 11-kondygnacyjnych: 1 - 16-kondygnacyjnych: 3 | - liczba mieszkańców: 10 160 - liczba mieszkań: 2 768 - liczba izb mieszkalnych: 9 831 - liczba budynków: 18 - 5-kondygnacyjnych: 13 - 11-kondygnacyjnych: 2 - 16-kondygnacyjnych: 3 | - liczba mieszkańców: 8 400 - liczba mieszkań: 2 285 - liczba izb mieszkalnych: 8 120 - liczba budynków: 14 - 5-kondygnacyjnych: 9 - 11-kondygnacyjnych: 2 - 16-kondygnacyjnych: 3 | - liczba mieszkańców: 9 200 - liczba mieszkań: 2 567 - liczba izb mieszkalnych: 8 873 - liczba budynków: 15 - 5-kondygnacyjnych: 10 - 11-kondygnacyjnych: 2 - 16-kondygnacyjnych: 3 |

### Plany realizacyjne
Plany realizacyjne dla zespołów opracowywano kolejno dla Dolnego Tarasu: C-3 (część A): 14 lutego 1968, C-3 (część B): 3 marca 1968, C-4: 21 grudnia 1968, C-5: 16 stycznia 1970. Dla Górnego Tarasu: D: 16 marca 1973, C: 19 lipca 1974, A: 14 maja 1976.
Na czas budowy osiedla posiadały nazwy robocze (A, B, C, itd.), a budynki – numery robocze (jeden numer dla każdego zadania). Osiedla Dolnego Tarasu oznaczone C-1, C-2, itd. jako wielki zespół mieszkaniowy posiadały wspólną nazwę Zespołu Osiedli Mieszkaniowych „C” (ZOM „C”). Podczas budowy nadawano im nazwy i numery adresowe.
| Dolny Taras Rataj | Dolny Taras Rataj | Dolny Taras Rataj | Dolny Taras Rataj | Dolny Taras Rataj      | Dolny Taras Rataj                 | Dolny Taras Rataj                 | Dolny Taras Rataj                 | Dolny Taras Rataj                 | Dolny Taras Rataj                 | Dolny Taras Rataj                 |
| A-1               | A-2               | A-3               | A-4               | B                      | Zespół Osiedli Mieszkaniowych „C” | Zespół Osiedli Mieszkaniowych „C” | Zespół Osiedli Mieszkaniowych „C” | Zespół Osiedli Mieszkaniowych „C” | Zespół Osiedli Mieszkaniowych „C” | Zespół Osiedli Mieszkaniowych „C” |
| A-1               | A-2               | A-3               | A-4               | B                      | C-1                               | C-2                               | C-3 C-3A, C-3B                    | C-4                               | C-5                               | C-6                               |
| ----------------- | ----------------- | ----------------- | ----------------- | ---------------------- | --------------------------------- | --------------------------------- | --------------------------------- | --------------------------------- | --------------------------------- | --------------------------------- |
| Piastowskie       | Piastowskie       | Piastowskie       | niezrealizowane   | Politechnika Poznańska | Oświecenia                        | Powstań Narodowych                | Jagiellońskie                     | Rzeczypospolitej                  | Bohaterów II Wojny Światowej      | Manifestu Lipcowego               |

| Górny Taras Rataj  | Górny Taras Rataj  | Górny Taras Rataj  | Górny Taras Rataj  | Górny Taras Rataj  | Górny Taras Rataj                               | Górny Taras Rataj    | Górny Taras Rataj    | Górny Taras Rataj    | Górny Taras Rataj    | Górny Taras Rataj                               | Górny Taras Rataj    |
| Górny Taras-Północ | Górny Taras-Północ | Górny Taras-Północ | Górny Taras-Północ | Górny Taras-Północ | Górny Taras-Północ                              | Górny Taras-Południe | Górny Taras-Południe | Górny Taras-Południe | Górny Taras-Południe | Górny Taras-Południe                            | Górny Taras-Południe |
| A                  | B-1                | B-2                | C                  | D                  | E                                               | F-1                  | F-2                  | G                    | H                    | J                                               |                      |
| ------------------ | ------------------ | ------------------ | ------------------ | ------------------ | ----------------------------------------------- | -------------------- | -------------------- | -------------------- | -------------------- | ----------------------------------------------- | -------------------- |
| Tysiąclecia        | Rusa               | Rusa               | Czecha             | Lecha              | jednostka usługowa o charakterze ogólnomiejskim |                      |                      |                      |                      | jednostka usługowa o charakterze ogólnomiejskim |                      |

#### Dolny Taras
Budynki na osiedlach Dolnego Tarasu budowano według opracowanych projektów budynków. Z uwagi na ustawienie szyn dźwigów budynki były projektowane na planie prostokąta, a usytuowanie budynków względem siebie było równoległe. Opracowano 3 typy budynków: R1, R2 i R3. Budynek typu R4 miał być 16-kondygnacyjny, a jego projekt opracowano później (różnił się od założeń liczbowych postawionych w 1966). W 1971 został odrzucony projekt budynku 16-kondygnacyjnego typu „Stolica”. Postanowiono wtedy opracować tego typu budynek w oparciu o technologię W-70, a w 1975 zmieniono tę decyzję i budynek miał być opracowany według systemu „Rataje”.

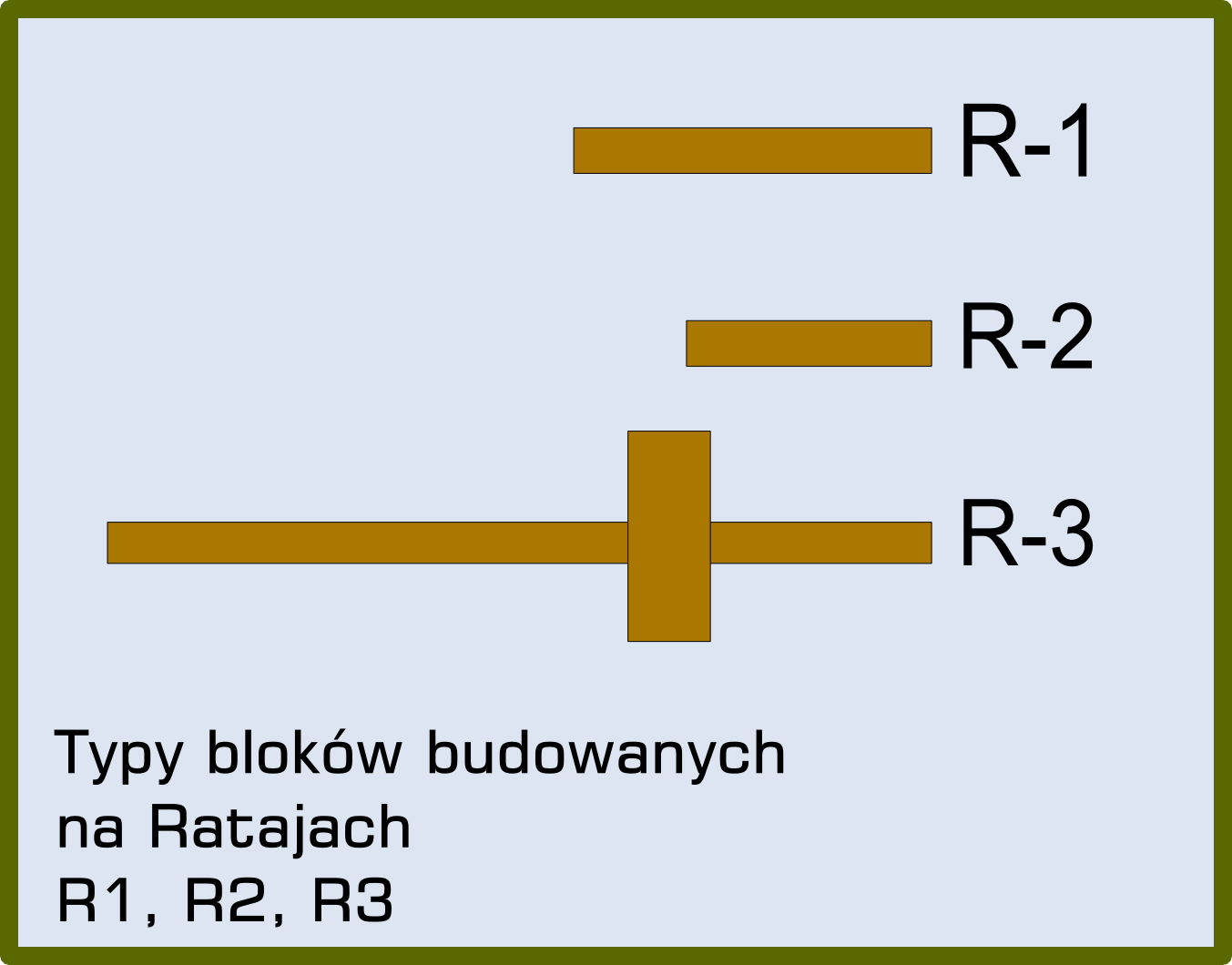
Budynki typu R1, R2 i R3

| parametr              | R1        | R2        | R3         | R4  |
| --------------------- | --------- | --------- | ---------- | --- |
| Kubatura              | 20 770 m³ | 14 744 m³ | 102 456 m³ |     |
| Powierzchnia użytkowa | 4926 m²   | 3514 m²   | 21 439 m²  |     |
| Długość               | 97,82 m   | 69,46 m   | 220 m      |     |
| Szerokość             | 13,10 m   | 13,10 m   | 13,10 m    |     |
| Liczba klatek         | 3         | 2         | 6          |     |
| Liczba mieszkańców    | 414       | 296       | 1800       | 660 |
| Liczba mieszkań       | 120       | 80        | 540        | 240 |
| Liczba pokoi          | 354       | 256       | 1 260      |     |
| M1                    | 3         | 2         |            |     |
| M2                    | 57        |           | 60         |     |
| M3                    |           | 38        | 240        |     |
| M4                    | 60        | 20        | 240        |     |
| M5                    |           | 20        |            |     |
| Kondygnacje           | 5         | 5         | 11         | 16  |

#### Górny Taras
Budynki na osiedlach Górnego Tarasu budowano według opracowanych projektów segmentów budynków. Segmenty te można było zestawiać ze sobą, możliwe było budowanie bloków o różnej długości bez opracowywania nowych planów dla każdego z osobna. Długość określała liczba wybranych segmentów. Budowa opierała się na systemach R-76M, R-76U oraz „Rataje”. Dwa budynki (nr 10 i 11 na os. Czecha) wybudowano według „systemu szczecińskiego”.

Rzut bloku na os. Rusa składającego się z 5 segmentów typu S-10

| mieszkania | normatyw przejściowy | normatyw przejściowy | normatyw przejściowy | normatyw przejściowy | normatyw przejściowy | normatyw przejściowy | normatyw docelowy        | normatyw docelowy        | normatyw docelowy        | normatyw docelowy        | normatyw docelowy | seria rozwojowa                                         |
| mieszkania | os. Lecha            | os. Lecha            | os. Lecha            | os. Lecha            | os. Czecha           | os. Czecha           | os. Rusa os. Tysiąclecia | os. Rusa os. Tysiąclecia | os. Rusa os. Tysiąclecia | os. Rusa os. Tysiąclecia | budynek 16-kond.  | niektóre budynki na os. Oświecenia i Powstań Narodowych |
| mieszkania | S-1                  | S-2                  | S-3                  | S-4                  | S-2/1                | S-3/1                | S-10                     | S-11                     | S-12                     | S-13                     | budynek 16-kond.  | niektóre budynki na os. Oświecenia i Powstań Narodowych |
| ---------- | -------------------- | -------------------- | -------------------- | -------------------- | -------------------- | -------------------- | ------------------------ | ------------------------ | ------------------------ | ------------------------ | ----------------- | ------------------------------------------------------- |
| M-2        |                      |                      |                      | 31,3                 |                      |                      |                          |                          | 30,1                     |                          | 31,2              | 27,5                                                    |
| M-3        | 43,4                 |                      |                      | 41,3                 |                      |                      |                          |                          | 45,5                     | 45,5                     | 49,3              | 37,8                                                    |
| M-4        |                      | 55,3                 | 55,3                 | 56,8                 | 55,5                 |                      | 62,9                     |                          | 62,9                     | 62,9                     |                   | 47,7                                                    |
| M-5        |                      |                      | 60,9                 |                      |                      | 61,3                 |                          | 69,2                     |                          |                          | 73,0              | 59,4                                                    |
| M-6        | 67,2                 |                      |                      |                      |                      | 73,3                 |                          | 80,6                     |                          |                          |                   | 61,5                                                    |

## Historia

### 1962
- 2 maja: utworzenie pracowni „Rataje"

### 1963
- 5 lipca: opracowanie pierwszej fazy planu szczegółowego dolnego tarasu i projektu koncepcyjnego osiedla A
- 8 października: zatwierdzenie planu szczegółowego dolnego tarasu przez władze miasta

### 1965

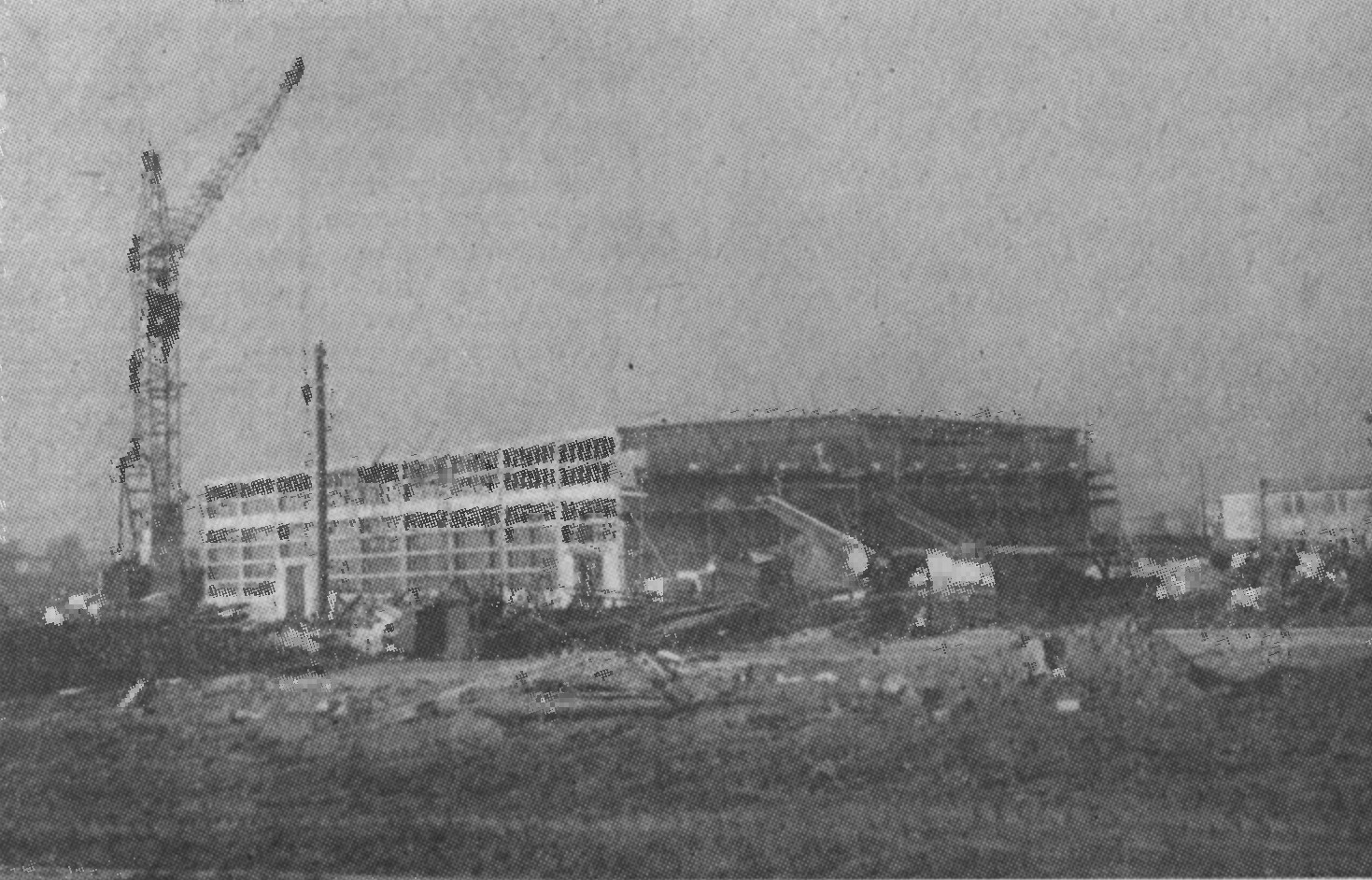
Budowa wytwórni prefabrykatów

- latem: rozpoczęcie przez Poznańskie Przedsiębiorstwo Budowlane Nr 2 budowy wytwórni prefabrykatów o zdolności produkcyjnej 6000 izb/rok
- remont kolektora prawobrzeżnego (do 1967)
- rozpoczęcie budowy Politechniki (pierwszy budynek - Wydział Mechaniczny)[1]

### 1966[11]

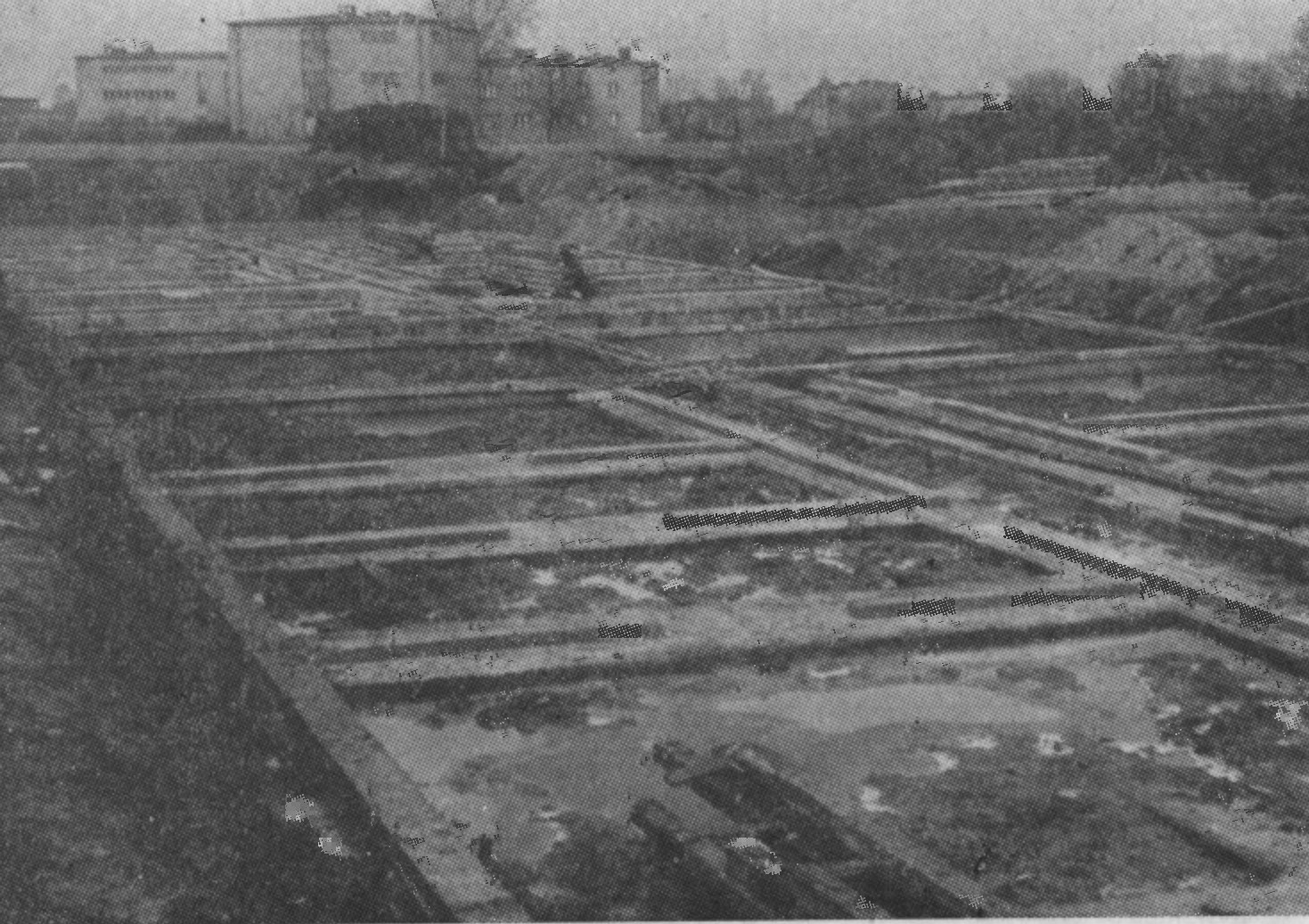
Fundamenty pod pierwszy budynek na Ratajach (1966)

- rozpoczęcie budowy w Planie Pięcioletnim 1966-1970
- maj: przygotowanie uzbrojenia pod budowę osiedla A
- 18 lipca: wmurowanie aktu erekcyjnego pod pierwszy budynek na osiedlu A (numer roboczy 44, numery adresowe 82-84)[5]
- październik: budowa magistrali wodnej („Hydrobudowa-9”); położone 1 100 mb magistrali[5]
- budowa kolektora H i kanału deszczowego „Obrzyca” (do 1968)
- uruchomienie wysypiska na trasie nasypów projektowanej alei Hetmańskiej
- przebudowa GPZ Starołęka i doprowadzenie napięcia do trafostacji osiedla A
- zespół A-3: całkowite uzbrojenie terenu w kanalizację sanitarną, deszczową, drenaż

### 1967[11]

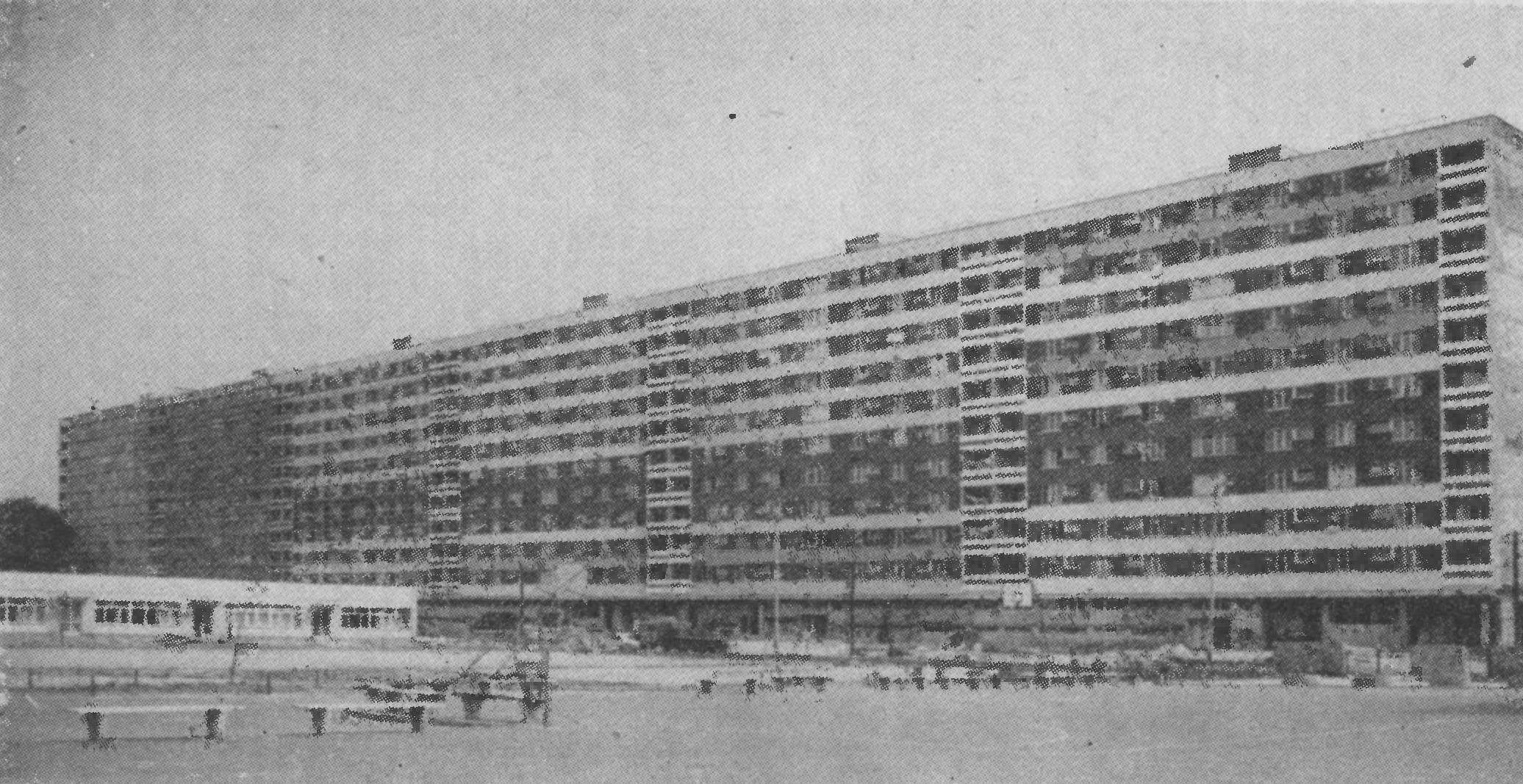
Budynek 11-kondygnacyjny (typ R-3, tzw. deska) na os. Piastowskim

- wywłaszczenie właścicieli nieruchomości przy ul. Wioślarskiej 70 i 72; w zespołach C-3 i C-4 do wykwaterowania pozostało 11 rodzin[5]
- dalsze nawożenie ziemi pod nasypy alei Hetmańskiej
- budowa linii kablowych WN, wyposażenie 2 trafostacji w zespole A-2
- budowa stacji redukcyjnej gazu przy ul. Zamenhofa (między C-3 a C-4) oraz przyłączy gazociągu niskoprężnego (do końca roku budynek zaawansowany w 40%)
- lipiec: uruchomienie produkcji w Wytwórni Prefabrykatów Wielkowymiarowych[5]
- 15 października: ukończenie adaptacji Elektrowni Garbary na Elektrociepłownię - etap I (urządzenia 5 G/cal)
- listopad/grudzień: ukończenie realizacji magistrali ciepłowniczej od Elektrowni Garbary do osiedla A – komora rewizyjna nr 169 (oficjalne przekazanie 2 stycznia 1968) – etap I[5]

### 1968[12]

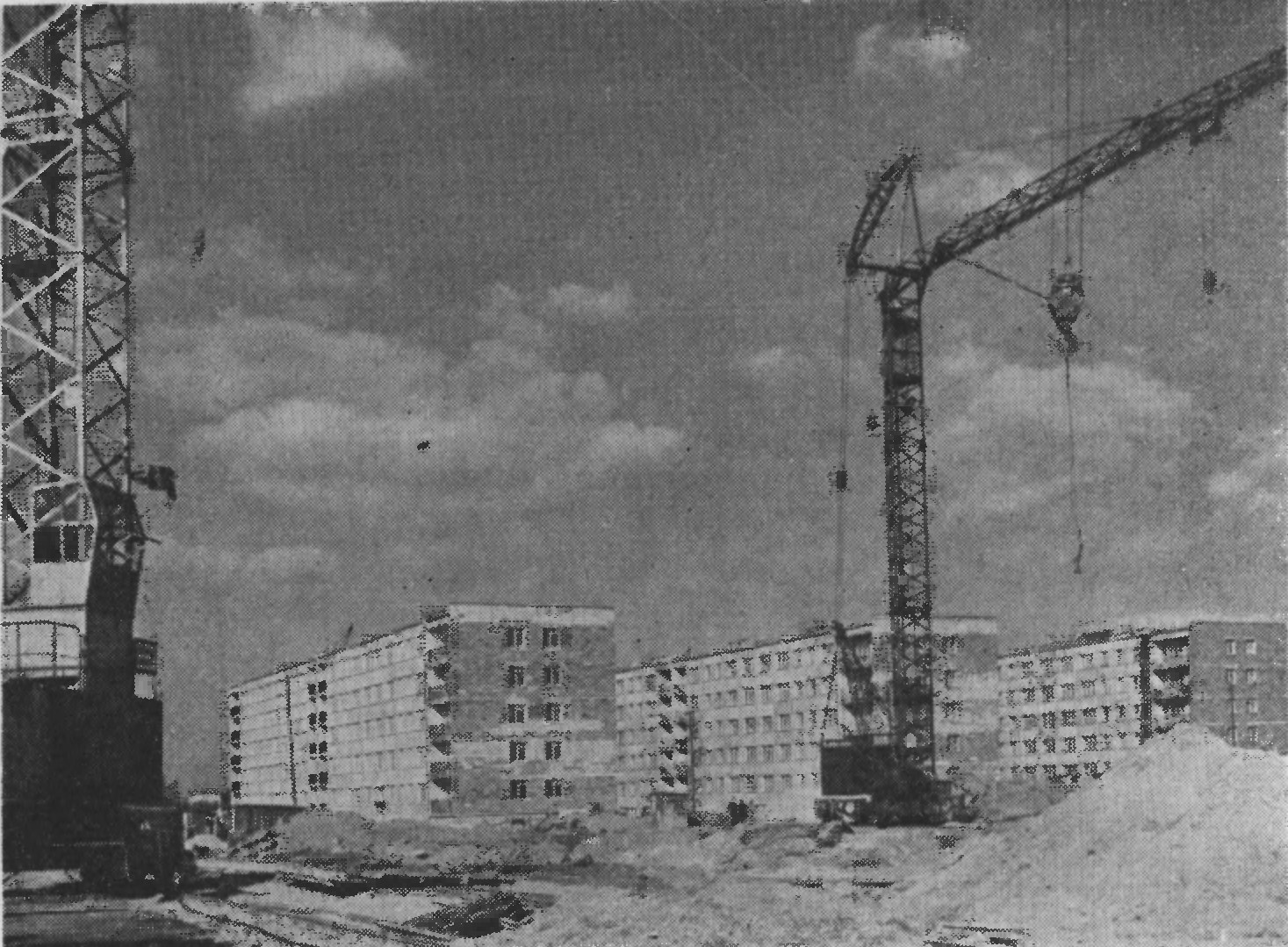
Budynki wzniesione w 1968 na os. Piastowskim

- osiedle mieszkaniowe A otrzymuje nazwę Osiedle Piastowskie, osiedle mieszkaniowe C - Osiedle Jagiellońskie[13]
- ukończenie magistrali wodociągowej
- budowa sieci wodociągowej i gazowej w A-1, A-2, C-3
- ukończenie budowy kolektora H i kanału deszczowego „Obrzyca”
- dokończenie budowy sieci kanalizacyjnej, sanitarnej i deszczowej w A-1 i A-2
- ul. Hetmańska: roboty konstrukcyjne przyczółków i filarów (Płockie Przedsiębiorstwo Robót Mostowych)
- rozpoczęcie budowy magistrali ciepłowniczej od komory rewizyjnej nr 169 do zespołów C-5 i C-6 w Osiedlu Jagiellońskim - etap II
- adaptacja Elektrowni Garbary na Elektrociepłownię - etap II (urządzenia 47 G/cal, docelowo w 1970: 120 G/cal w wodzie gorącej i 24,7 G/cal w parze technologicznej)
- kolejne stacje trafo i linie kablowe
- 19 lipca: oddanie do użytku stacji redukcyjnej gazu przy ul. Zamenhofa
- magistrala kablowa i sieć rozdzielcza telekomunikacyjna w zespole A-3 (do 7 oddanych budynków)
- wysiedlenia: ul. Śremska 3 (odwołanie się właściciela do Wydziału Spraw Lokalowych), w zespole C-4 trzy gospodarstwa ogrodnicze - problemy w ustaleniu spadkobierców[5]
- powołanie Zakładu Zieleni w Spółdzielni Mieszkaniowej „Osiedle Młodych”
- 17 grudnia: przekazanie kluczy do mieszkania nr 1000 na os. Piastowskim 92/40[5]

### 1969[14]

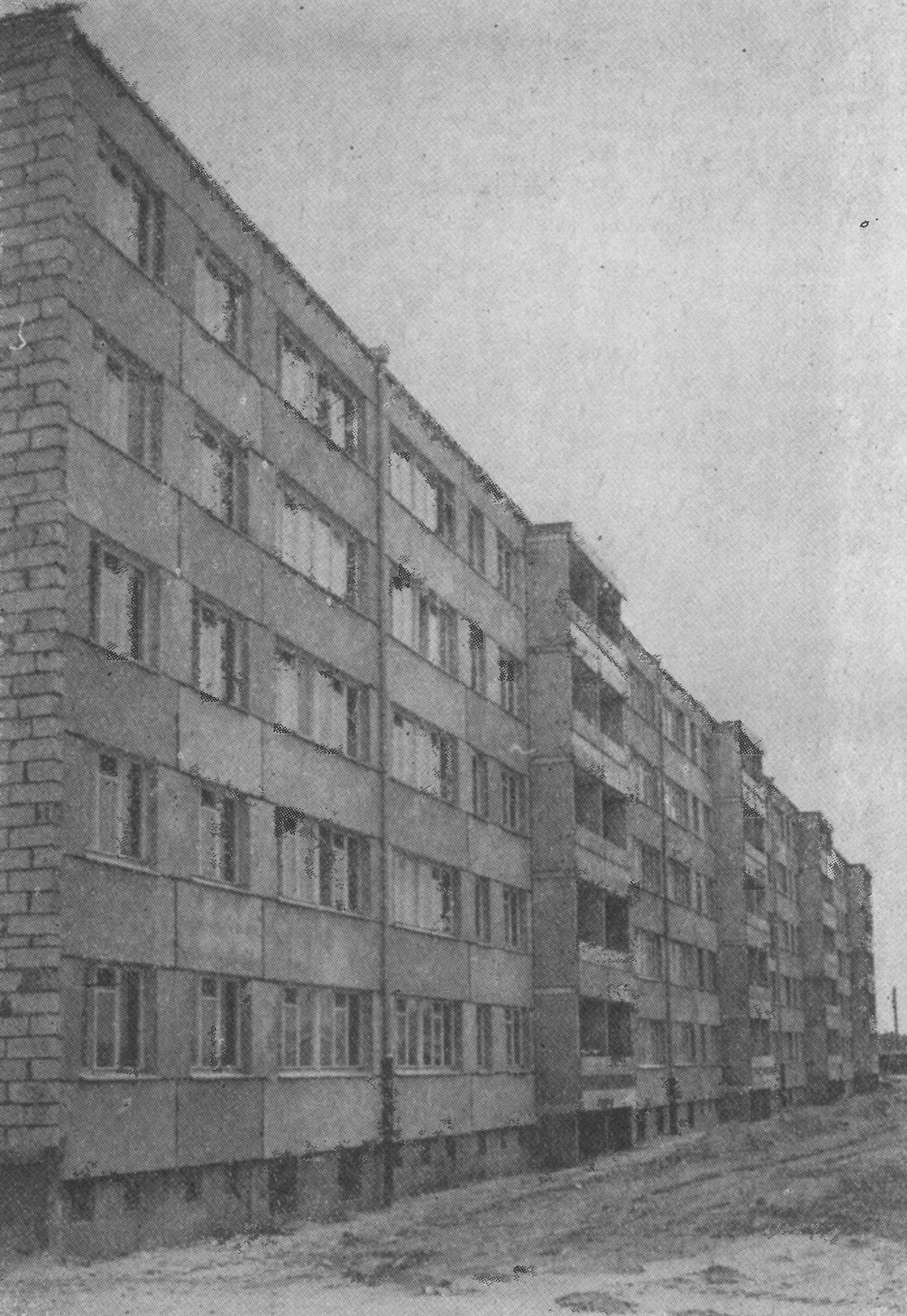
Os. Jagiellońskie. Pierwszy budynek z nowej serii o lepszych rozwiązaniach funkcjonalnych

- kanalizacja: rozpoczęcie budowy nowego kolektora „G”
- budowa mostu nad Wartą w ciągu ul. Hetmańskiej: fundamenty, korpus trzeciego filara, rusztowanie pod północne pasmo jezdni
- 2 września: ukończenie realizacji magistrali ciepłowniczej od komory rewizyjnej nr 169 do zespołów C-5 i C-6 w Osiedlu Jagiellońskim - etap II (856 mb)
- Elektrociepłownia Garbary – zwiększenie mocy urządzeń do 98 G/cal; rozszerzenie planów: docelowo 195 G/cal w wodzie gorącej i parze technologicznej (poprzednio ok. 145 G/cal (120 G/cal+24,7 G/cal))
- energetyczne linie kablowe (2,2 km); wyposażenie trafostacji osiedlowych
- sieć gazowa rozdzielcza (250 mb) w zespołach C-3 i C-4 na os. Jagiellońskim
- sieć telekomunikacyjna magistralna i rozdzielcza w A-2 oraz częściowo w A-1 (80%) i C-3 (15%)
- wysiedlenia: brak ok. 40 mieszkań zastępczych dla mieszkańców terenów pod osiedla C-5 i C-6
- osiedle C-4: planowana likwidacja bocznicy kolejowej ŚKP (Malta-Starołęka)
- regulacja terenu, budowa drogi dojazdowej i małej architektury w A-1
- regulacja terenu i mała architektura w A-2
- mała architektura i zieleńce (czyny społeczne) w A-3
- osiedle C-3: usunięcie ziemi roślinnej; dokończenie budowy sieci wodociągowej, kanalizacji sanitarnej i deszczowej; budowa prowizorycznych dróg; budowa linii kablowych
- osiedle C-4: usunięcie ziemi roślinnej; dokończenie budowy sieci kanalizacji sanitarnej i deszczowej; budowa prowizorycznych dróg
- osiedle C-6: rozpoczęcie budowy sieci kanalizacyjnej

### 1970[15]

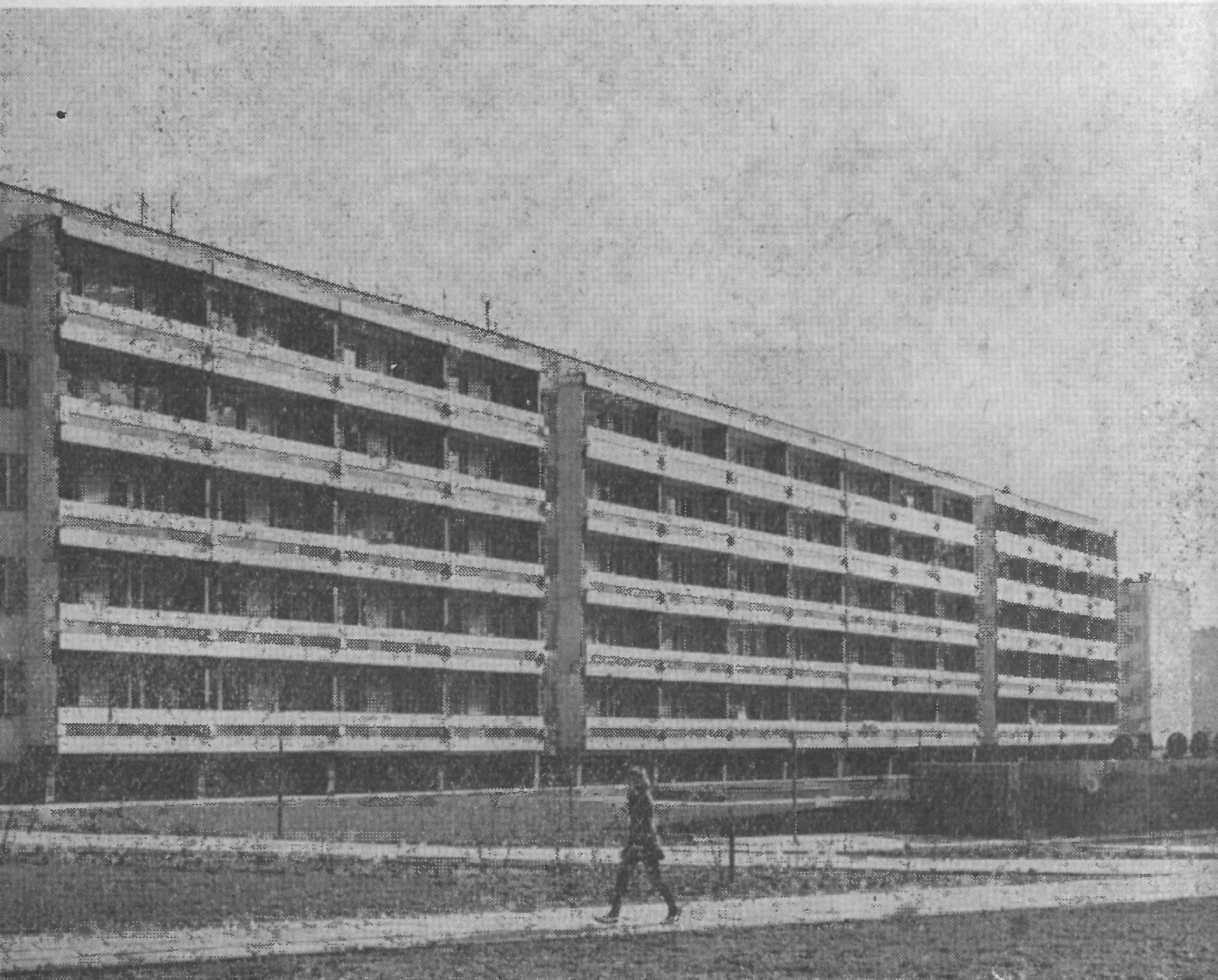
Os. Jagiellońskie – budynek nr 10 oddany w 1970

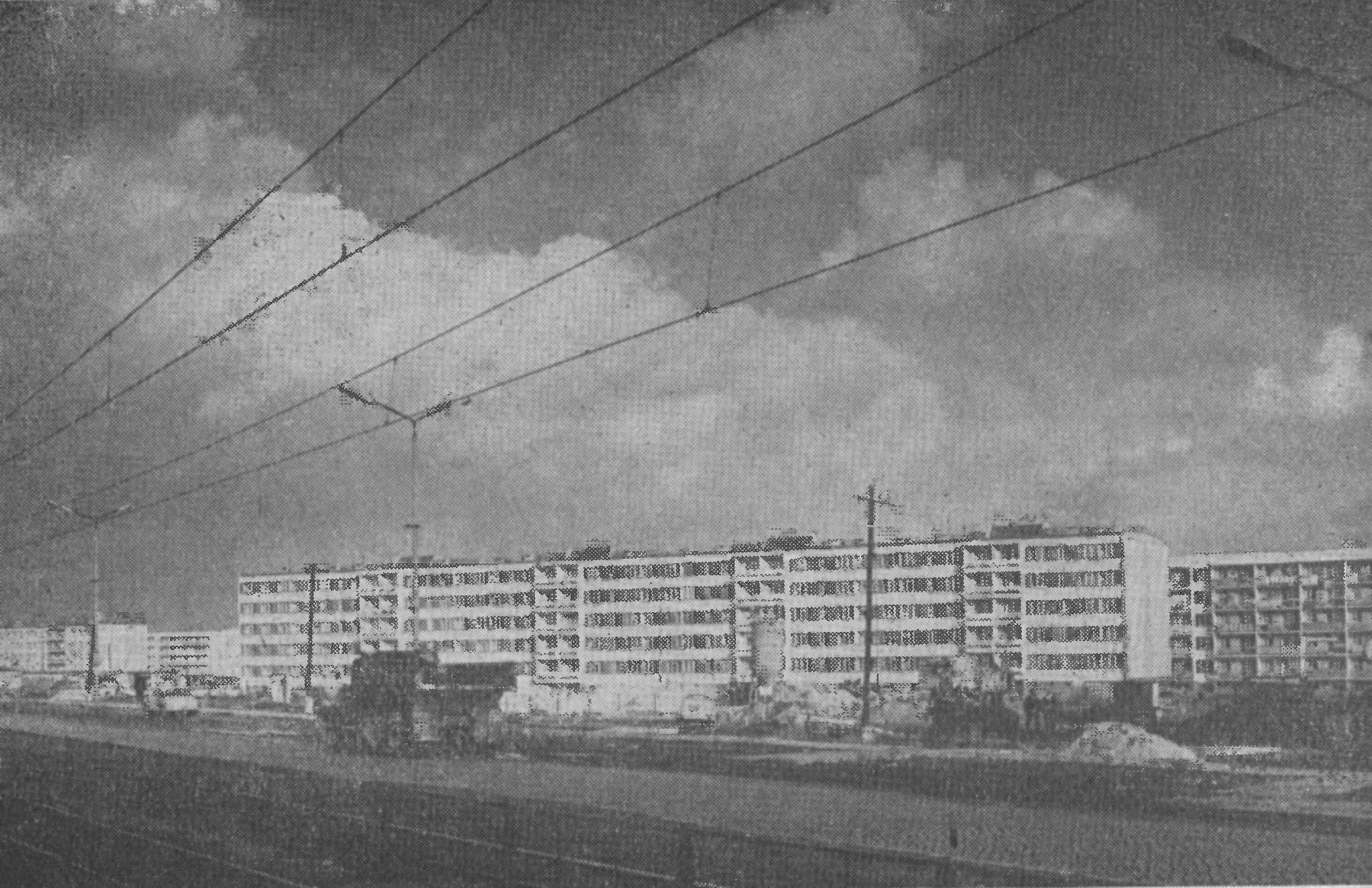
Os. Rzeczypospolitej - budynek nr 24 oddany w 1970. Widok od ul. Zamenhofa

- nadanie nazwy osiedlom: C-1 Osiedle Oświecenia, C-2 Osiedle Powstań Narodowych, C-3 Osiedle Jagiellońskie, C-4 Osiedle Rzeczypospolitej, C-5 Osiedle Bohaterów II Wojny Światowej, C-6 Osiedle Manifestu Lipcowego[k][16][5]
- przedłużenie o 343 m kanału „Obrzyca” przy os. Bohaterów II Wojny Światowej
- kontynuacja budowy kolektora „G”
- budowa mostu nad Wartą w ciągu ul. Hetmańskiej: kontynuowanie budowy korpusów filarów C-D, rozpoczęcie montażu konstrukcji pasma jezdni na przęsłach A-B i B-C
- ukończenie budowy odgałęzienia (1613 m) magistrali ciepłowniczej
- Elektrociepłownia Garbary – zwiększenie mocy urządzeń do 115 G/cal; korekta planów: docelowo 170-190 G/cal w wodzie gorącej i parze technologicznej
- budowa 6 trafostacji i linii SN (0,9 km)
- rozpoczęcie budowy stacji rozdzielczej 20 MVA dla obsługi Górnego Tarasu Rataj
- budowa przyłącza kablowego telekomunikacyjnego do budynku nr 53 (zespół A-3); dokończenie budowy sieci magistralnej i rozdzielczej w A-1 i os. Jagiellońskim
- zlikwidowanie bocznicy kolejowej ŚKP (Malta-Starołęka) na os. Rzeczypospolitej
- 16 stycznia: zatwierdzenie przez Prezydium MRN projektu realizacyjnego os. Bohaterów II Wojny Światowej
- os. Piastowskie (A-1 i A-2): dokończenie małej architektury, zieleńce (czyny społeczne)
- os. Jagiellońskie część A[i]: mała architektura, zieleńce (czyny społeczne); część B[j]: mała architektura, przyłącza do budynku
- os. Rzeczypospolitej: mała architektura, drogi tymczasowe, przyłącza budynków
- os. Manifestu Lipcowego: ciągi główne kanalizacji sanitarnej, deszczowej i wodociągu; budowa sieci gazowej
- os. Bohaterów II Wojny Światowej: rozpoczęcie budowy ciągu głównego sieci kanalizacji sanitarnej i deszczowej
- przystąpienie do opracowania planu szczegółowego Górnego Tarasu
- zamknięcie realizacji Planu Pięcioletniego 1966-1970

### 1971[15]

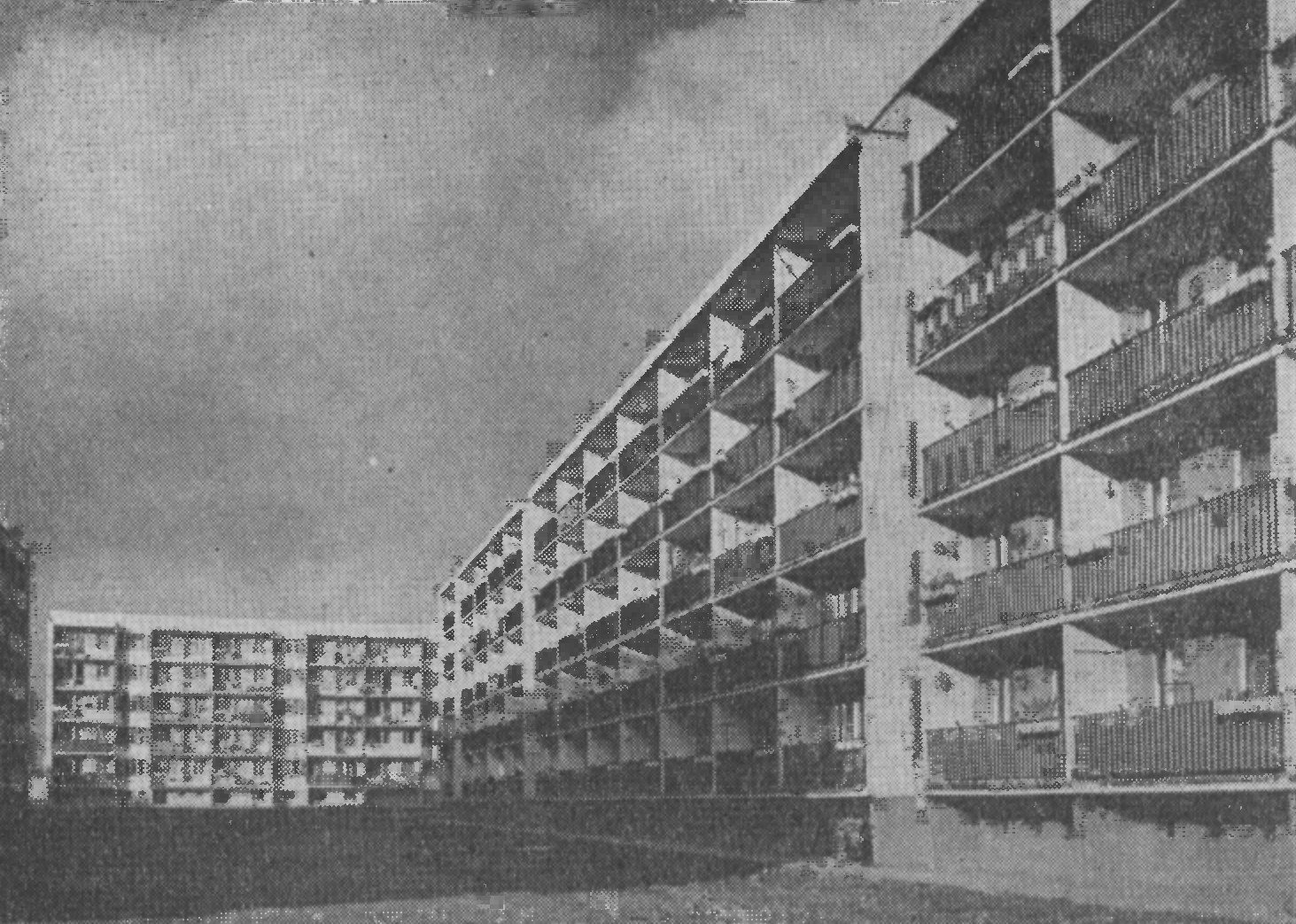
Os. Rzeczypospolitej. Z prawej – budynek nr 27 (1971); w głębi – nr 25 (1970)

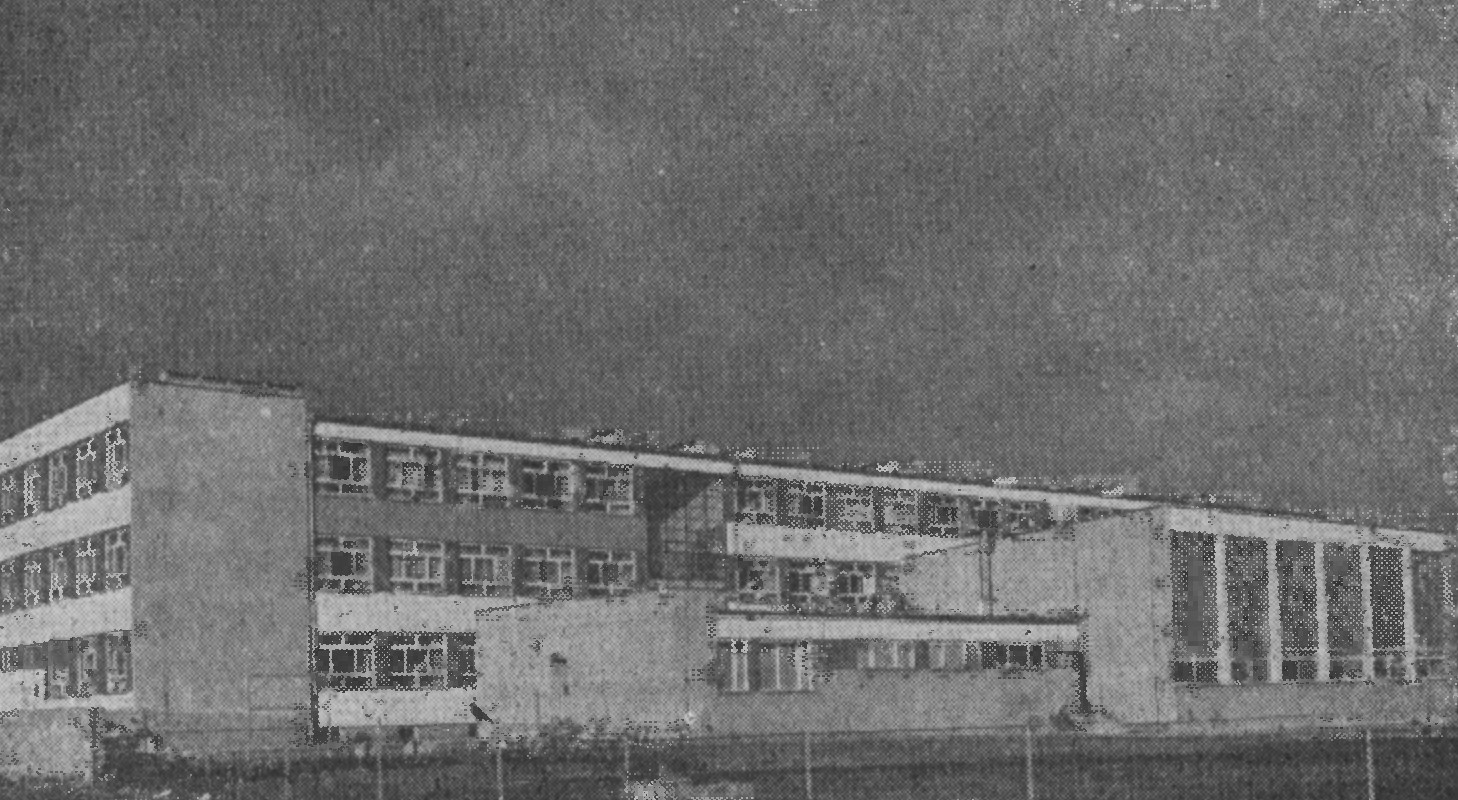
Szkoła Podstawowa nr 49 na os. Rzeczypospolitej ukończona w 1971. Widok od południa

- rozpoczęcie realizacji Planu Pięcioletniego 1971–1975
- 19 marca: zatwierdzenie planu szczegółowego Górnego Tarasu[7]
- 15 czerwca: zakończenie budowy kolektora „G” (długość 2,3 km)
- rozpoczęcie budowy kolektora „Piaśnica”
- budowa mostu nad Wartą w ciągu ul. Hetmańskiej: dokończenie budowy korpusów C i D, montaż konstrukcji pasma jezdni, pobudowanie przepustów dla kolektorów
- projektowanie odgałęzienia magistrali ciepłowniczej na Górny Taras
- Elektrociepłownia Garbary – zwiększenie mocy urządzeń do 120 G/cal
- wyposażenie 8 trafostacji osiedlowych (łączna moc 2,1 MVA); linie SN (2 km); kontynuacja budowy stacji rozdzielczej 20 MVA
- rozbudowa gazowej sieci rozdzielczej; doprowadzenie gazociągu do stacji redukcyjnej przy ul. Wioślarskiej
- sieć telekomunikacyjne: podłączenia we wschodniej części os. Jagiellońskiego, sieć magistralna w os. Rzeczypospolitej (40%)
- Wytwórnia Płyt Wielkowymiarowych - planowany remont na 1973/1974
- wysiedlenia: opóźnienia przy wyprowadzce z lokali przy ul. Katowickiej 179 i ul. Ostrowskiej 99 (Poznańskie Przedsiębiorstwo Surowców Wtórnych)
- os. Jagiellońskie: budowa chodników i dróg
- os. Rzeczypospolitej: budowa chodników i dróg (częściowo)
- os. Manifestu Lipcowego: ukończenie głównych ciągów uzbrojenia terenu
- os. Bohaterów II Wojny Światowej: ukończenie głównych ciągów uzbrojenia terenu

### 1972[17]
- rozpoczęcie budowy nowej magistrali wodociągowej ∅ 1000 mm (ukończ. 31 sierpnia 1973)
- rozpoczęcie budowy kolektora sanitarnego „g” (2200 mb w 1972)
- kontynuacja budowy ul. Hetmańskiej i mostu nad Wartą
- modernizacja ul. Zamenhofa (od ul. Wioślarskiej do Kruczej)
- rozpoczęcie prac na budowie ul. Nowoostrowskiej[l] (od Krzywoustego (rondo Rataje) do Weleckiej[e])
- dokumentacja magistrali ciepłowniczej dla Górnego Tarasu (2500 mb)
- realizacja 10 stacji trafo; linie kablowe SN (4643 m)
- budowa stacji redukcyjno-pomiarowej gazu i 122 m przyłączy
- 9 maja: przekazanie terenu pod budowę os. Oświecenia

### 1973[18]

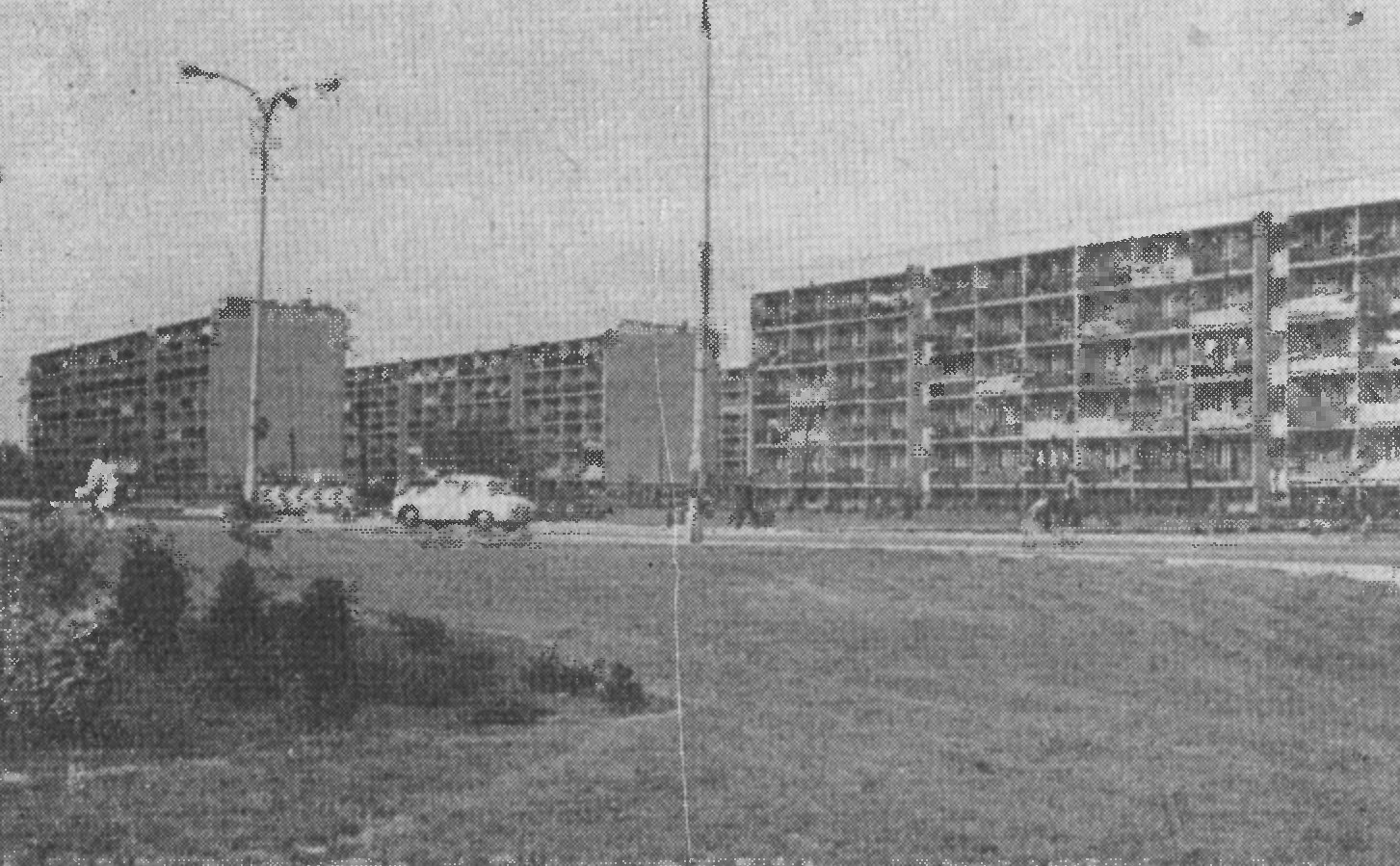
Os. Oświecenia w 1973. Widoczny fragment ul. Ostrowskiej

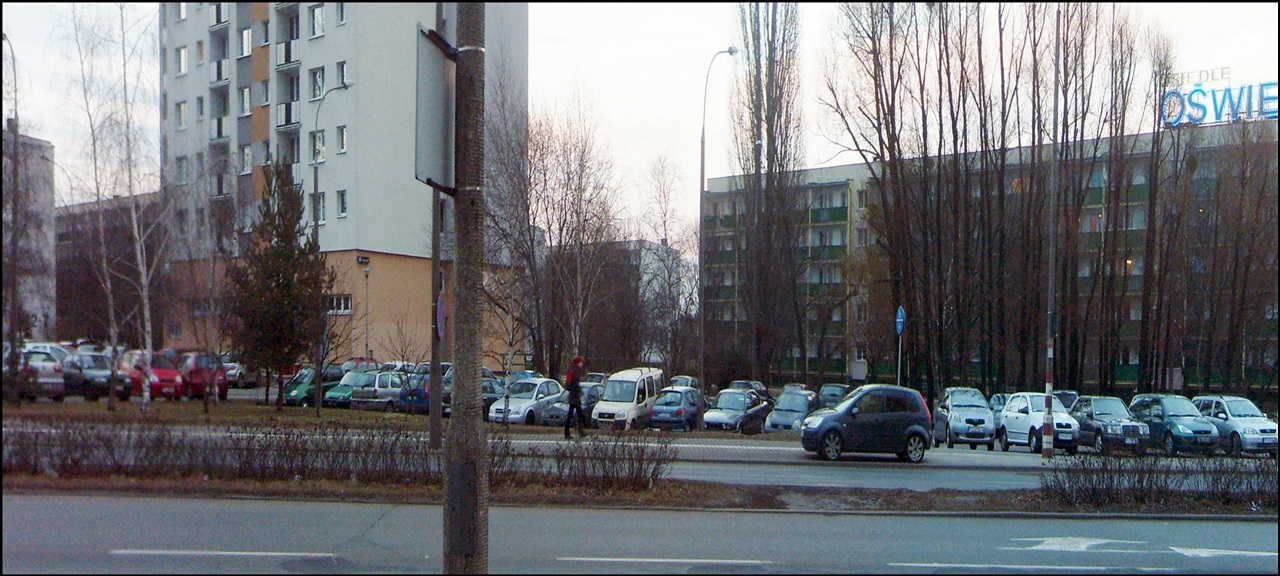
Os. Oświecenia, widok współczesny na bloki ze zdjęcia powyżej.

- dogęszczanie osiedli: Oświecenia i Jagiellońskiego w związku z problemami wykwaterowania Poznańskiego Przedsiębiorstwa Surowców Wtórnych (ul. Ostrowska 99) i braku możliwości szybszego przekazania terenu budowy jednostki D w Górnym Tarasie[m][5]
- rozpoczęcie budowy magistrali ∅ 500 mm (1620m)
- 31 sierpnia: oddanie do użytku magistrali ∅ 1000 mm (1919 m)
- kontynuacja budowy kolektora „G”
- zbudowanie kanału sanitarnego dla jednostki D Górnego Tarasu (652 m)
- zbudowanie kanału deszczowego dla jednostki D Górnego Tarasu (663 m)
- planowana budowa drogi w ul. Weleckiej i Łabskiej
- rozpoczęcie budowy magistrali ciepłowniczej dla Górnego Tarasu (2,5 km)
- położenie linii kablowej energetycznej do jednostki D Górnego Tarasu
- rozbudowa sieci telekomunikacyjnej: os. Piastowskie, Jagiellońskie, Rzeczypospolitej
- 30 czerwca: oddanie do użytku mostu nad Wartą w ciągu ul. Hetmańskiej
- 27 sierpnia: oddanie do użytku kolektora deszczowego (2827 m)
- 8 grudnia: uruchomienie komunikacji tramwajowej w ul. Hetmańskiej (od ul. Dzierżyńskiego do ul. Starołęckiej) – 4,4 km

### 1974[19]

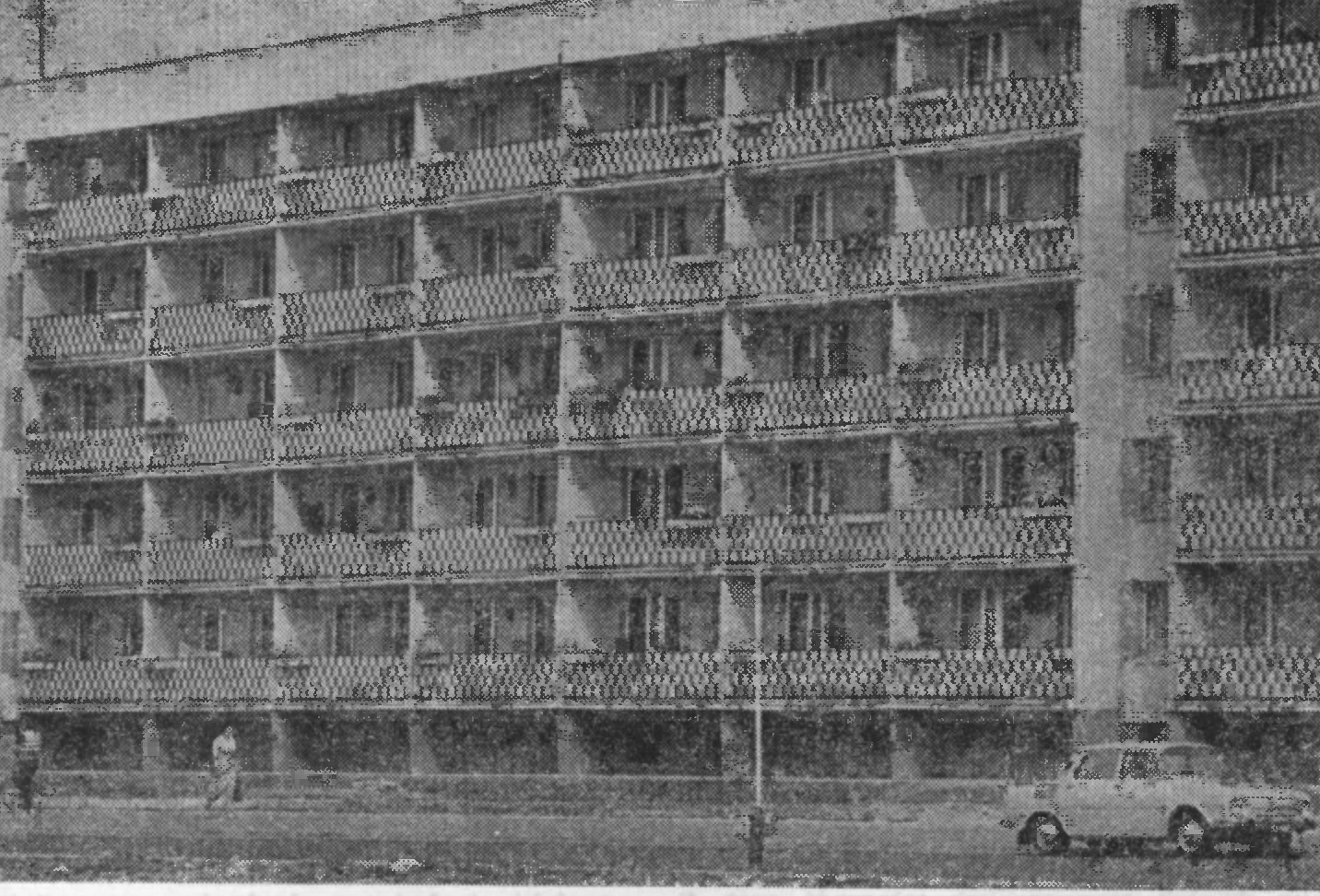
Os. Bohaterów II Wojny Światowej. Fronton budynku nr 74-80 - wrzesień 1974

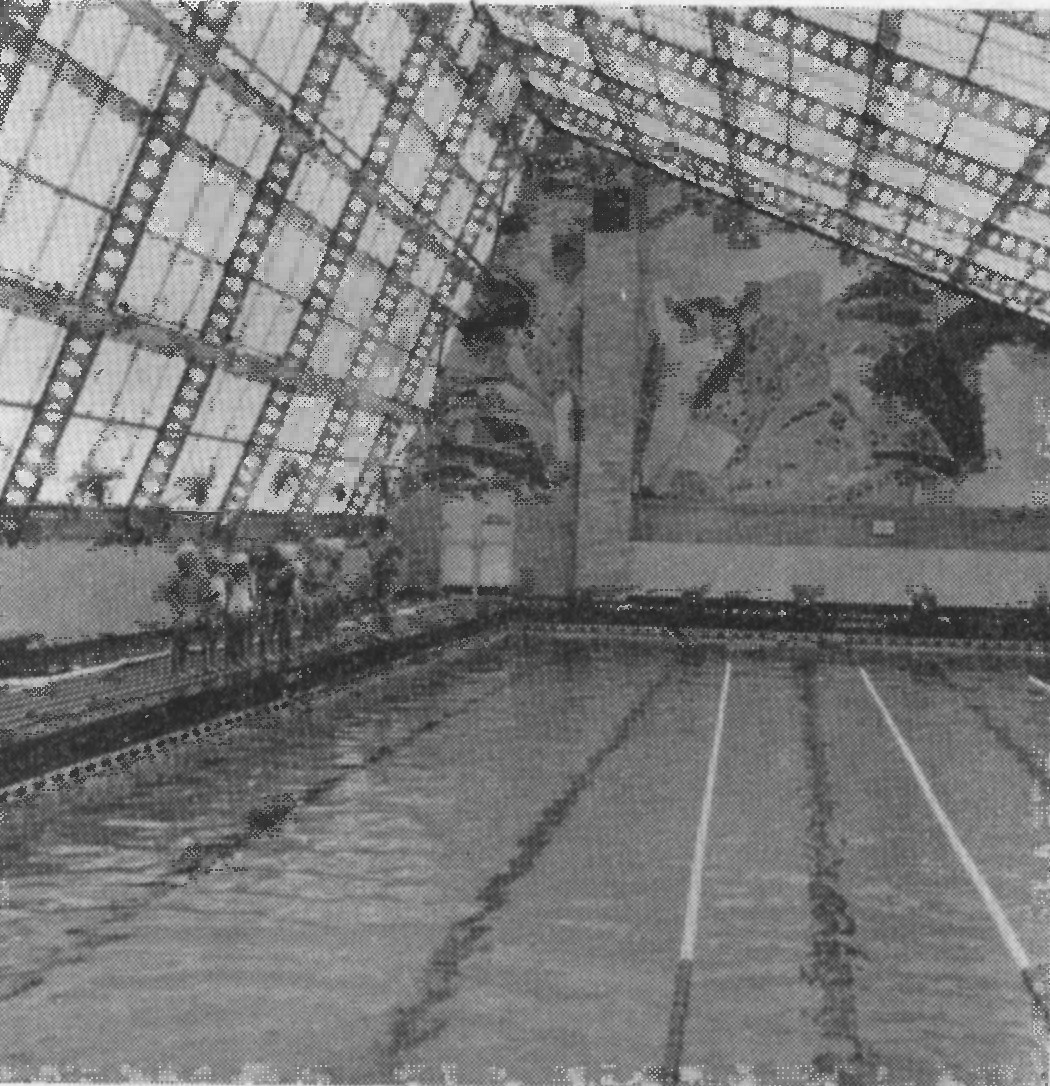
Wnętrze pływalni na os. Piastowskim

- 13 marca: rozpoczęcie budowy Górnego Tarasu - wykopy pod blok nr 10 na os. Lecha[5]

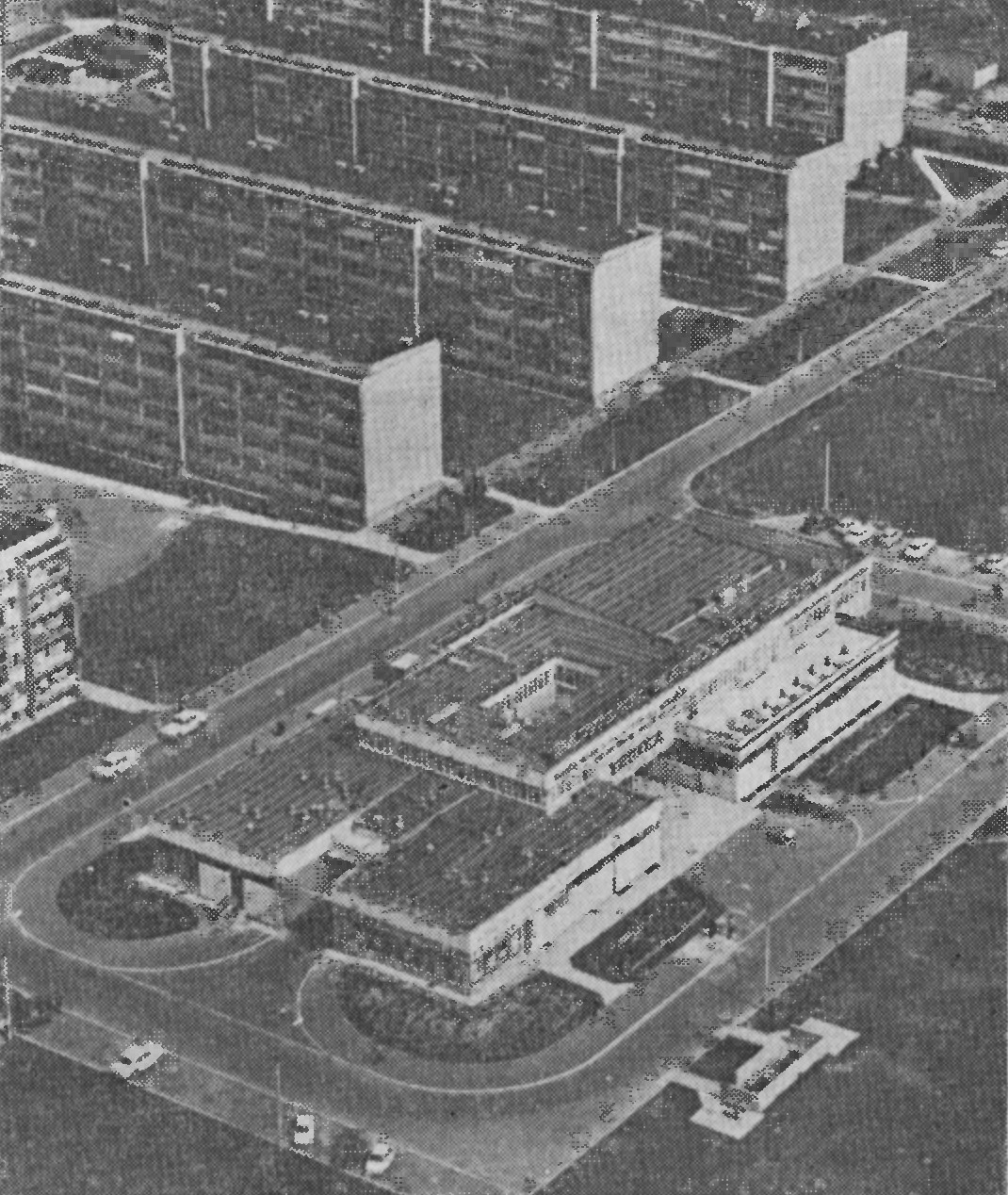
Widok na Dom Przyjaźni „Trojka” (os. Manifestu Lipcowego)

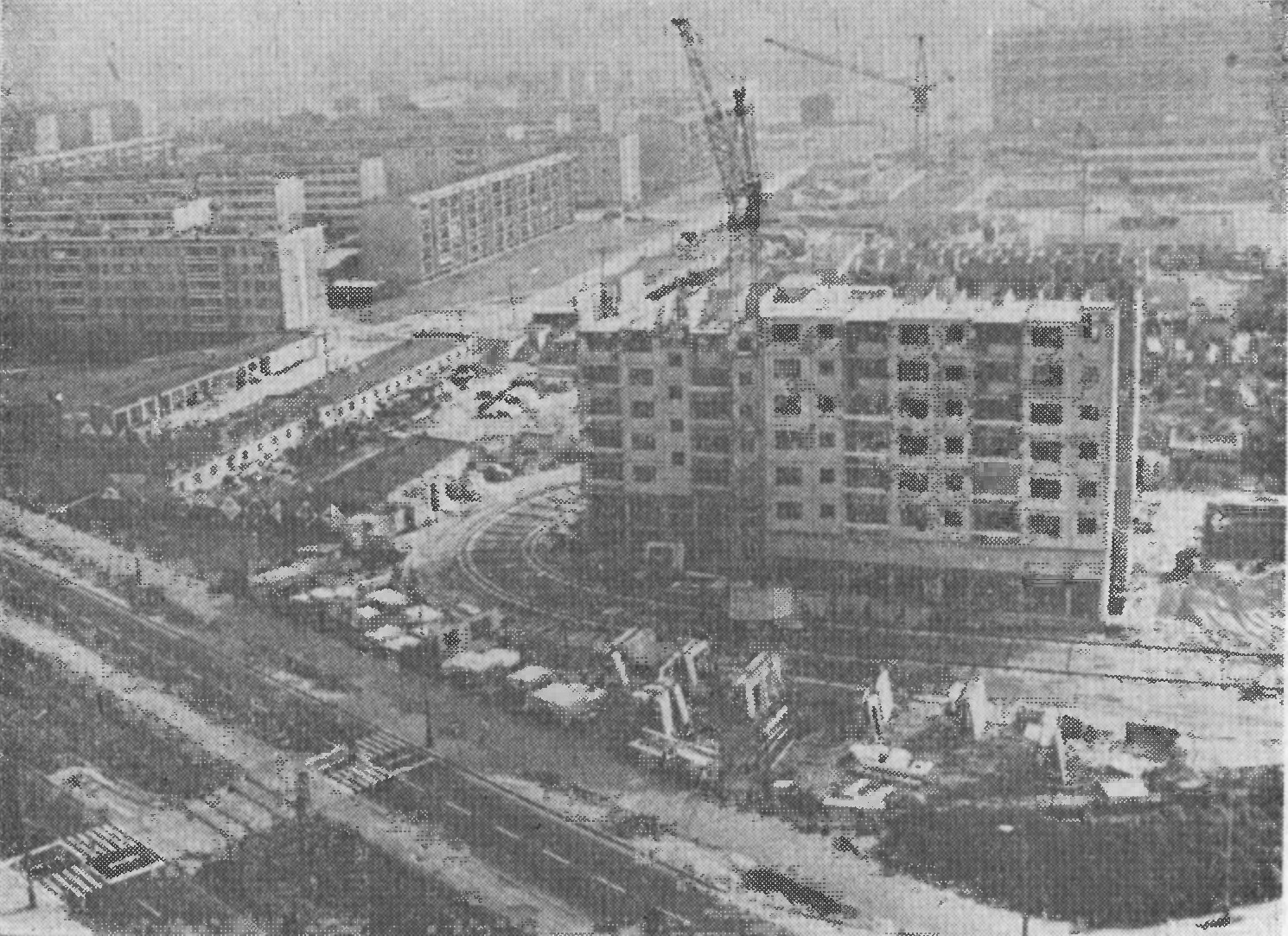
Os. Rzeczypospolitej budynek nr 41 – 9 września 1977

- marzec: rozpoczęcie budowy Trasy Katowickiej
- czerwiec: rozstrzygnięcie konkursu na zabudowę Żegrza[1]
- kontynuacja modernizacji ul. Zamenhofa (nawierzchnia, oświetlenie, sygnalizacja)
- modernizacja 400 m ul. Wioślarskiej: roboty drogowe, kanalizacyjne, elektryczne
- ul. Hetmańska: roboty drogowe, kanalizacyjne, elektryczne
- os. Bohaterów II Wojny Światowej: kontynuacja budowy sieci kanalizacyjnej i telefonicznej
- os. Manifestu Lipcowego: kontynuacja budowy sieci kanalizacyjnej i telefonicznej, nawierzchnie ulic
- Wytwórnia Płyt Wielkowymiarowych - początek rozbudowy i modernizacji
- rozpoczęcie budowy pływalni krytej z sauną (pow. 1271 m²; wymiary basenu 25 x 12,5 m) na os. Piastowskim[5]
- Centralny Związek Spółdzielczości Budownictwa Mieszkaniowego zakwalifikował os. Piastowskie i Jagiellońskie jako ośrodki doświadczalno-wzorcowe gospodarki zasobami mieszkalnymi[5]
- powstaje Osiedlowa Spółdzielnia Usługowa „Rataje” - pierwsza tego typu w Polsce
- otwarcie DK „Jagiellonka”

### 1975[20]

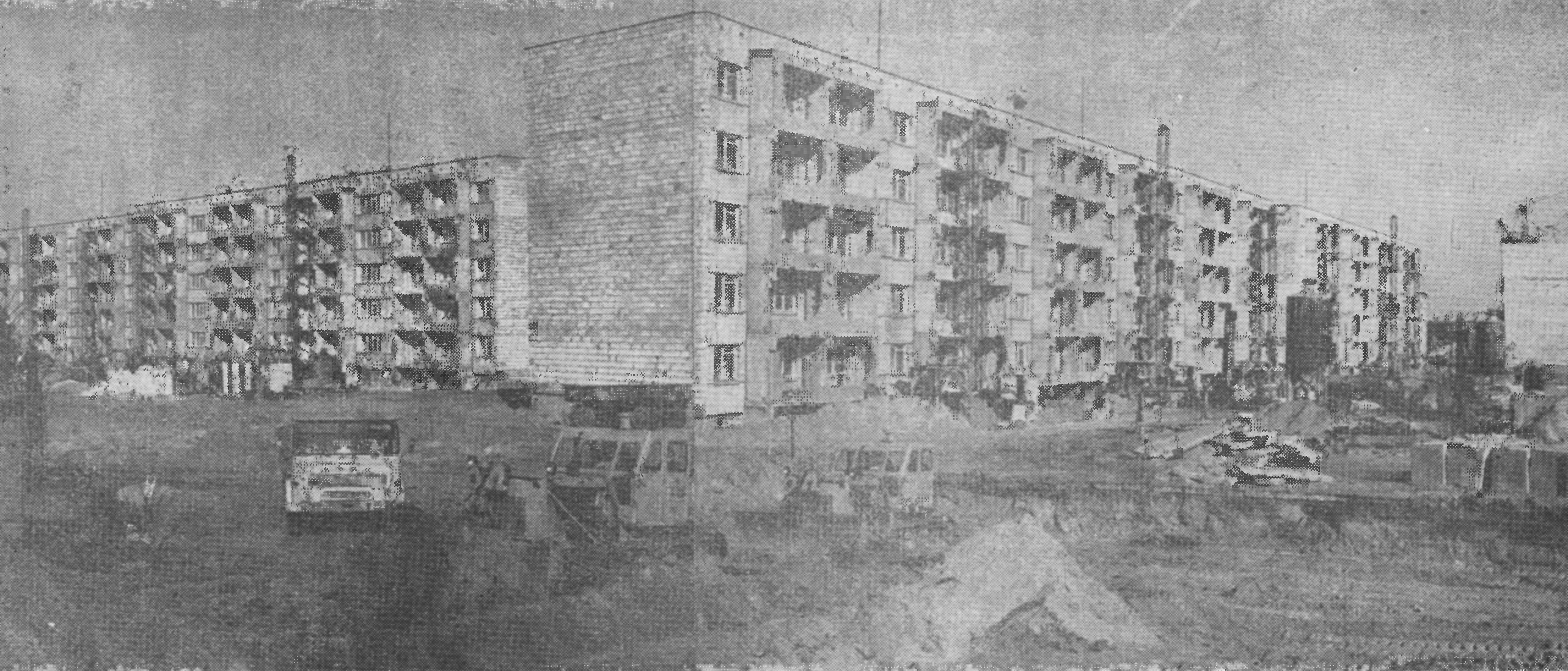
Osiedle Lecha – od lewej budynki 10, 6 i 7 – luty 1975

- marzec: ukończenie prac w ul. Wioślarskiej
- maj: początek prac kanalizacyjnych w ul. Jedności Słowiańskiej (do grudnia 1976)
- maj: rozpoczęcie uzbrajania terenu os. Czecha (ukończone w październiku 1976)
- lipiec: rozpoczęcie budowy os. Czecha
- wrzesień: oświetlenie w ul. Inflanckiej (do maja 1976)
- październik-grudzień: modernizacja ul. Ostrowskiej (od ul. Wioślarskiej do Inflanckiej)
- kontynuacja modernizacji ul. Zamenhofa (od ul. Wioślarskiej do Hetmańskiej)
- Trasa Katowicka: kontynuacja prac przy estakadzie, 2 tunelach, wiadukcie nad ul. Jedności Słowiańskiej i ul. Torowej
- nawierzchnia w ul. Inflanckiej (od Ostrowskiej do Wiatracznej (Projektowana Nr 12))
- nawierzchnia w ul. Wiatracznej (Projektowana Nr 12) wzdłuż os. Lecha
- sieć telefoniczna w os. Oświecenia
- rozpoczęcie budowy sieci telekomunikacyjnej w os. Powstań Narodowych i Lecha
- pierwsze piwnice z elementów prefabrykowanych (os. Lecha - budynek nr 2)
- wysiedlenia: os. Rusa zamieszkiwane przez 53 rodziny w 21 budynkach[5]
- zakończenie budowy pływalni krytej z sauną (pow. 1271 m²; wymiary basenu 25 x 12,5 m) na os. Piastowskim
- oddanie do użytku budynku Wydziału Elektrycznego Politechniki Poznańskiej (arch. Lech Sternal)[1]
- zamknięcie realizacji Planu Pięcioletniego 1971–1975

### 1976[21]

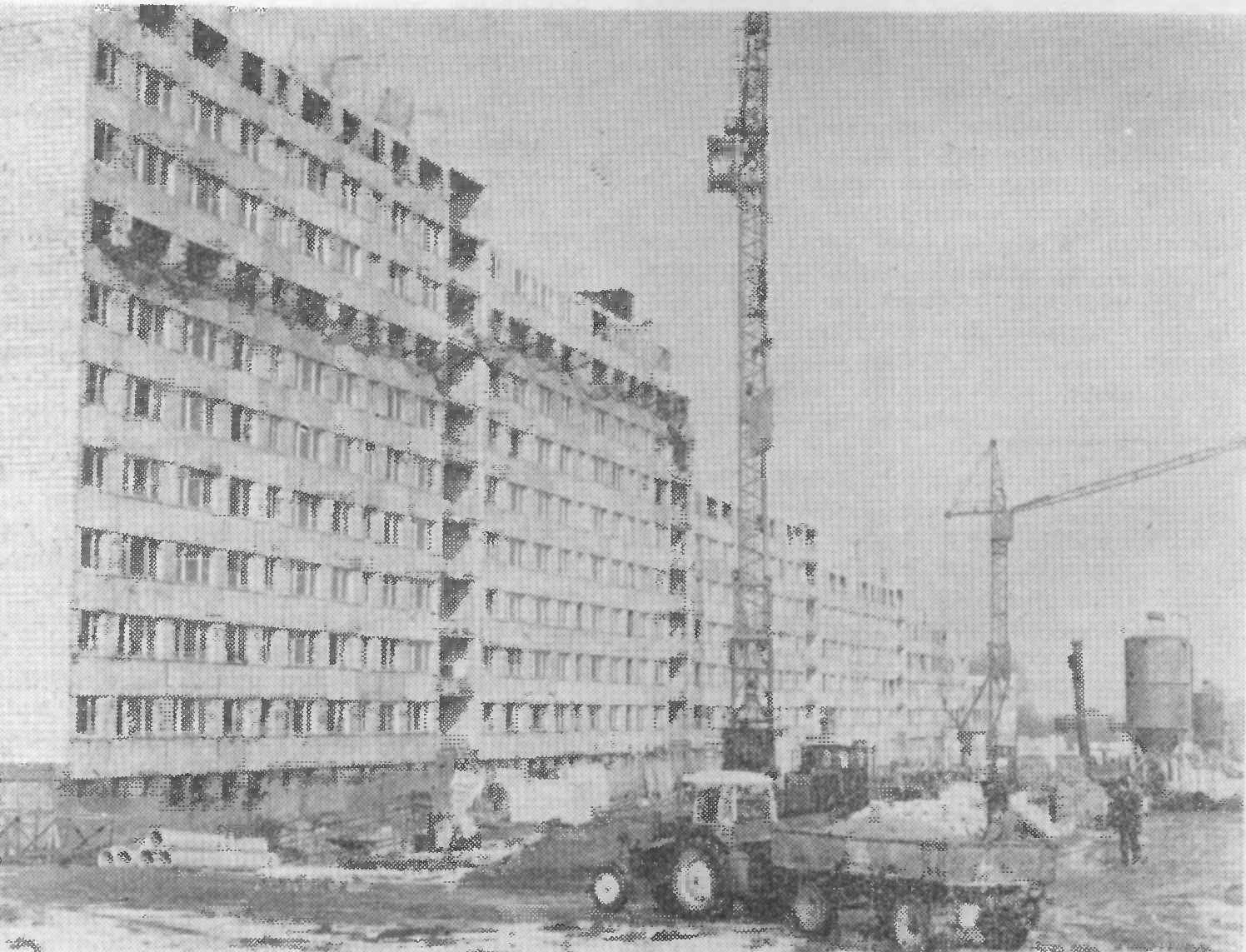
Osiedle Lecha – 27 lutego 1976

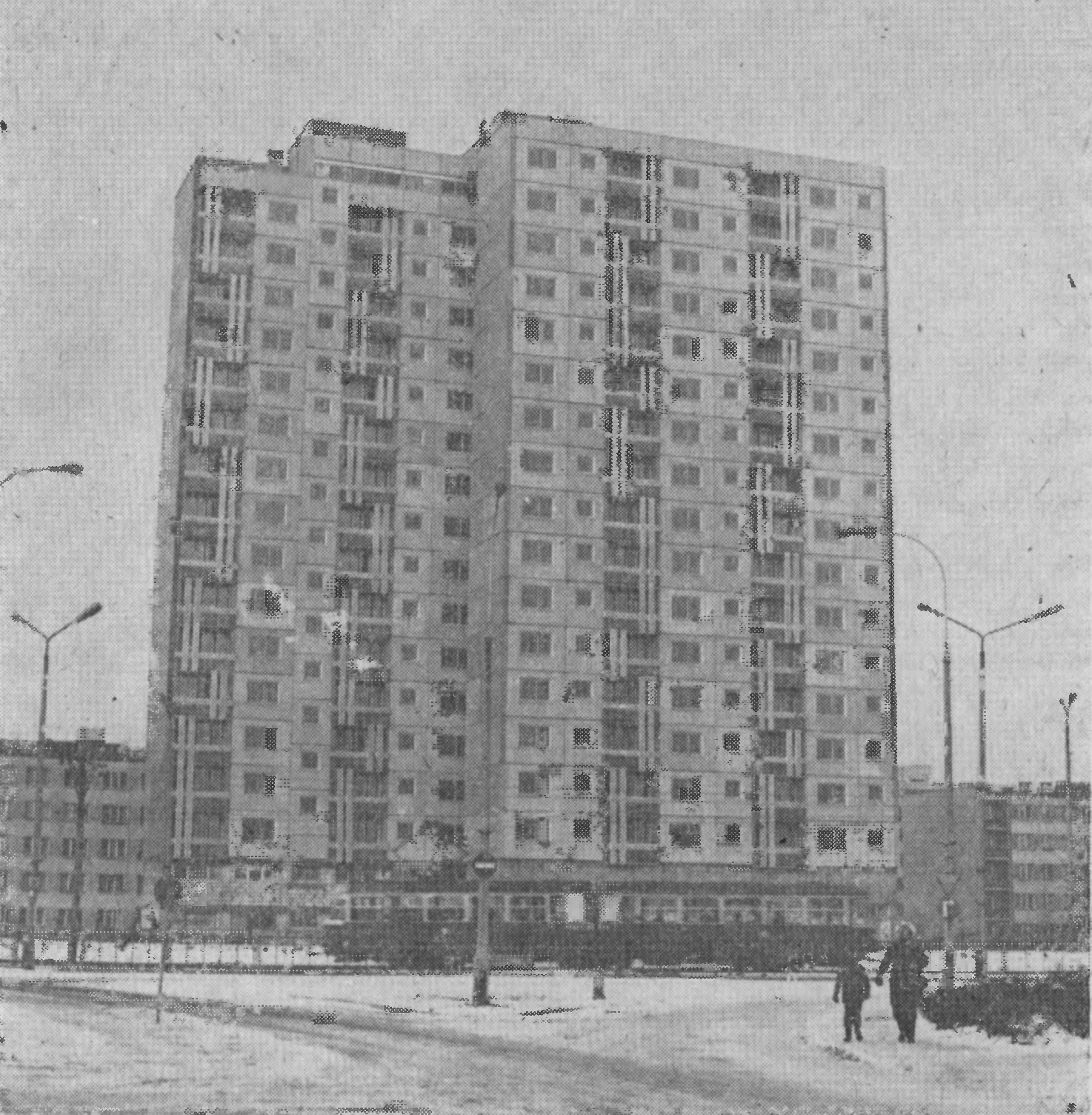
Pierwszy budynek 16-kondygnacyjny na os. Piastowskim – styczeń 1977

- 25 lutego: zakończenie budowy odprowadzenia wód deszczowych z ul. Wiatracznej (230 m)
- maj: zakończenie montażu oświetlenia w ul. Inflanckiej (74 latarnie; rozpoczęto we wrześniu 1975)
- wysiedlenia: trudności przy likwidacji gospodarstwa rolnego w miejscu planowanych wieżowców na os. Rusa, wywłaszczenia na terenie planowanego os. Tysiąclecia (42 budynki zamieszkiwane przez 115 rodzin, 333 osoby)[5]
- 16 czerwca: przekazanie terenu budowy os. Rusa[5]
- październik: zakończenie uzbrajania os. Czecha (rozpoczęte w maju 1975)
- październik: rozpoczęcie budowy sieci kanalizacyjnej w ul. Piaśnickiej
- październik: początek budowy ul. Wiatracznej (1104 m) i Kurlandzkiej (706 m)
- budowa ciągów kanalizacyjnych: sanitarnych, deszczowych i drenażowych na os. Rusa
- budowa ciągów kanalizacyjnych: sanitarnych, deszczowych i drenażowych oraz sieci wodociągowej na os. Czecha
- ul. Wiatraczna - położenie 989 m chodnika
- pierwsze przedszkola z wielkiej płyty („Rataje-76”) na os. Lecha
- 29 listopada: zakończenie montażu oświetlenia w ul. Wiatracznej (37 latarni)
- 3 grudnia: zakończenie budowy odprowadzenia wód deszczowych z ul. Inflanckiej (352 m) i ul. Kurlandzkiej (706 m)
- grudzień: zakończenie budowy sieci kanalizacyjnej w ul. Jedności Słowiańskiej (rozpoczęte w maju 1975)
- grudzień: rozpoczęcie budowy ul. Piaśnickiej (od ul. Jedności Słowiańskiej do Obodrzyckiej)
- oddanie do użytku pierwszego budynku 16-kondygnacyjnego na os. Piastowskim (nr 43)
- Spółdzielnia Mieszkaniowa „Osiedle Młodych”:
  - zajęcie I miejsca we współzawodnictwie krajowym za rok 1975 i otrzymanie na własność Sztandaru Przechodniego Centralnego Związku Spółdzielni Budownictwa Mieszkaniowego i Zarządu Głównego Związku Zawodowego Pracowników Przemysłu Budowlanego
  - zajęcie II miejsca przez Zakład Budowlano-Remontowy we współzawodnictwie pracy o tytuł najlepszego zakładu budowlano-remontowego w spółdzielniach budownictwa mieszkaniowego
  - zdobycie najwyższego wyróżnienia w ogólnopolskim konkursie „Samorząd w służbie mieszkańców”

### 1977[22]
- marzec: rozpoczęcie budowy os. Rusa (wykopy pod budynki nr 13 i 11)[5]
- lipiec-sierpień: oddanie do użytku ul. Piaśnickiej, Kurlandzkiej i Inflanckiej po pracach związanych z kanalizacją, oświetleniem i układaniem chodników
- realizacja magistrali cieplnej Karolin-Trasa Katowicka (7,1 km) i Trasa Katowicka-Hetmańska (3,3 km) – prace w rejonie Górnego Tarasu
- budowa tuneli pod ul. Jedności Słowiańskiej
- zakończenie budowy kolektora „gg” (1,2 km)
- zakończenie budowy kolektora „Chartynia” (1,2 km)
- przystąpienie do budowy 3,5 km linii tramwajowej wraz z 800 m tunelem przy os. Rusa (ul. Zamenhofa-ul. Obodrzycka)
- os. Czecha: sieci wodno-kanalizacyjne, drenażowe, gazowe, cieplne i elektryczne
- os. Rusa: sieci wodno-kanalizacyjne, drenażowe, gazowe, cieplne i elektryczne
- 25 sierpnia: przekazanie terenu pod budowę os. Tysiąclecia
- wywłaszczenia: os. Tysiąclecia - zachowanie 9 domów przy ul. Inflanckiej, do wyburzenia przeznaczono 33 budynki zamieszkałe przez 91 rodzin, os. Rusa - kolizja z gospodarstwem w miejscu planowanych wieżowców[5]
- przygotowania terenu Żegrza pod osiedla: G, H, F-1 i F-2[5]
- opracowanie elementów „besr” (betonowe elementy systemu Rataje) i „uesr” (uzupełniające elementy systemu Rataje) do budowy piaskownic, brodzików, murów oporowych, zadaszeń, zjeżdżalni, itp.[5]
- oddanie do użytku drugiego budynku 16-kondygnacyjnego na os. Rzeczypospolitej (nr 43)
- Spółdzielnia Mieszkaniowa „Osiedle Młodych”: I miejsce we współzawodnictwie osiedlowym ogólnokrajowym za całokształt działalności Domu Przyjaźni „Trojka” na os. Manifestu Lipcowego

### 1980 - 1989
- projekt os. ZWM (obecnie: Stare Żegrze, pracownia Barbary Namysł)[1]
- plany realizacyjne os. ZMP (obecnie: Orła Białego, proj. Zdzisław Hirsch, Jan Jeger, 1981-1984)[1]
- rozpoczęcie realizacji os. Zodiak

### po 1990
- 1993: Marian Fikus opracowuje „Studium 2010” - projekt rozbudowy Politechniki[1]
- projekt jednostki F-2B (północna część Żegrza, proj. Jacek Buszkiewicz, Eryk Sieiński)[1]
- projekt jednostki w pobliżu środkowej części Żegrza (proj. Elżbieta Jakubowska, Tomasz Jakubowski)[1]
- 1997: projekt środkowej części Żegrza (proj. Marian Urbański) – budynki 4-kondygnacyjne[1]

## Statystyki
| rok  | liczba bloków | liczba bloków | liczba oddanych mieszkań | liczba oddanych izb mieszkalnych | obrót w mln zł | obrót w mln zł | liczba mieszkańców |
| rok  | planowana     | zrealizowana  | liczba oddanych mieszkań | liczba oddanych izb mieszkalnych | planowany      | zrealizowany   | liczba mieszkańców |
| ---- | ------------- | ------------- | ------------------------ | -------------------------------- | -------------- | -------------- | ------------------ |
| 1966 | 0             | 0             | 0                        | 0                                | 13,9           | 12,76          | 0                  |
| 1967 | b.d.          | 1             | 80                       | 258                              | b.d.           | b.d.           | b.d.               |
| 1968 | b.d.          | 16            | 1 562                    | 4 827                            | 212,1          | 189            | 5 858              |
| 1969 | 17            | 19            | 2 061                    | 6 117                            | 259,4          | 236,4          | b.d.               |
| 1970 | 10            | 15            | 1 626                    | 5 667                            | 262,2          | 258,1          | b.d.               |
| 1971 | 17            | 18            | 1 681                    | 6 857                            | 300,5          | 311,6          | b.d.               |
| 1972 | b.d.          | b.d.          | 1 675                    | 6 091                            | b.d.           | b.d.           | 32 800             |
| 1973 | 19            | 19            | 1 757                    | 6 318                            | 387,1          | 351            | 38 960             |
| 1974 | 15            | 16            | 2 084                    | 6 779                            | 387,2          | 358,7          | 46 300             |
| 1975 | 10            | 10            | 1 500                    | 5 300                            | 405,9          | b.d.           | 52 000             |
| 1976 | 8             | 8             | 1 458                    | 5 406                            | 416,2          | 344,1          | 57 634             |
| 1977 | 7             | 7             | 1 476                    | 5 188                            | 564,5          | 533,2          | 62 962             |